# Palazzo Parisio w Valletcie
Palazzo Parisio, czasem nazywany Casa Parisio – pałac w Valletcie na Malcie. Został zbudowany w latach 40. XVIII wieku przez Domenico Sceberrasa, i w końcu przeszedł w ręce rodzin Muscati oraz Parisio Muscati. W czerwcu 1798 był przez sześć dni rezydencją cesarza Napoleona, podczas pierwszych dni okupacji Malty przez Francuzów. W końcu pałac został nabyty przez rodzinę Piro, od której odkupił go Rząd Malty. Od 1886 do 1973 mieścił się tutaj Główny Urząd Pocztowy, w tej chwili pałac zajmuje Ministerstwo Spraw Zagranicznych Malty.

## Lokalizacja
Palazzo Parisio znajduje się na Merchands Street (malt. Triq-il-Merkanti), pierwotnie nazywanej Strada San Giacomo, jednej z głównych ulic Valletty. Pałac przylega do Zajazdu Kastylijskiego, w którym ma obecnie swą siedzibę Premier Malty. Naprzeciwko znajduje się Zajazd Włoski, mieszczący Ministerstwo Turystyki.

## Historia

### Budowa i wczesne lata
Miejsce, w którym stoi Palazzo Parisio, pierwotnie zajmowały dwa domy, należące do Fra Michela Fonterme dit la Chiesa i Francesco This. W 1608, budynki zostały zakupione przez Fra Giovanni di Ventimiglia. W 1717, jego potomkowie wymienili domy z Marią Sceberras.
Około 1740, syn Marii, Domenico Sceberras, zburzył obydwa domy i rozpoczął budowę pałacu. Budowa, po śmierci Domenica w lipcu 1744, została ukończona w tym samym roku przez Margheritę Muscati, siostrę Domenica, i pałac pozostał w rękach rodziny Muscati. W końcu został odziedziczony przez Annę Muscati, która poślubiła Domenica Parisio. W późnych latach XVIII w. pałac należał do Paolo Parisio Muscati, który nazwał budynek Palazzo Parisio.

### Okupacja francuska

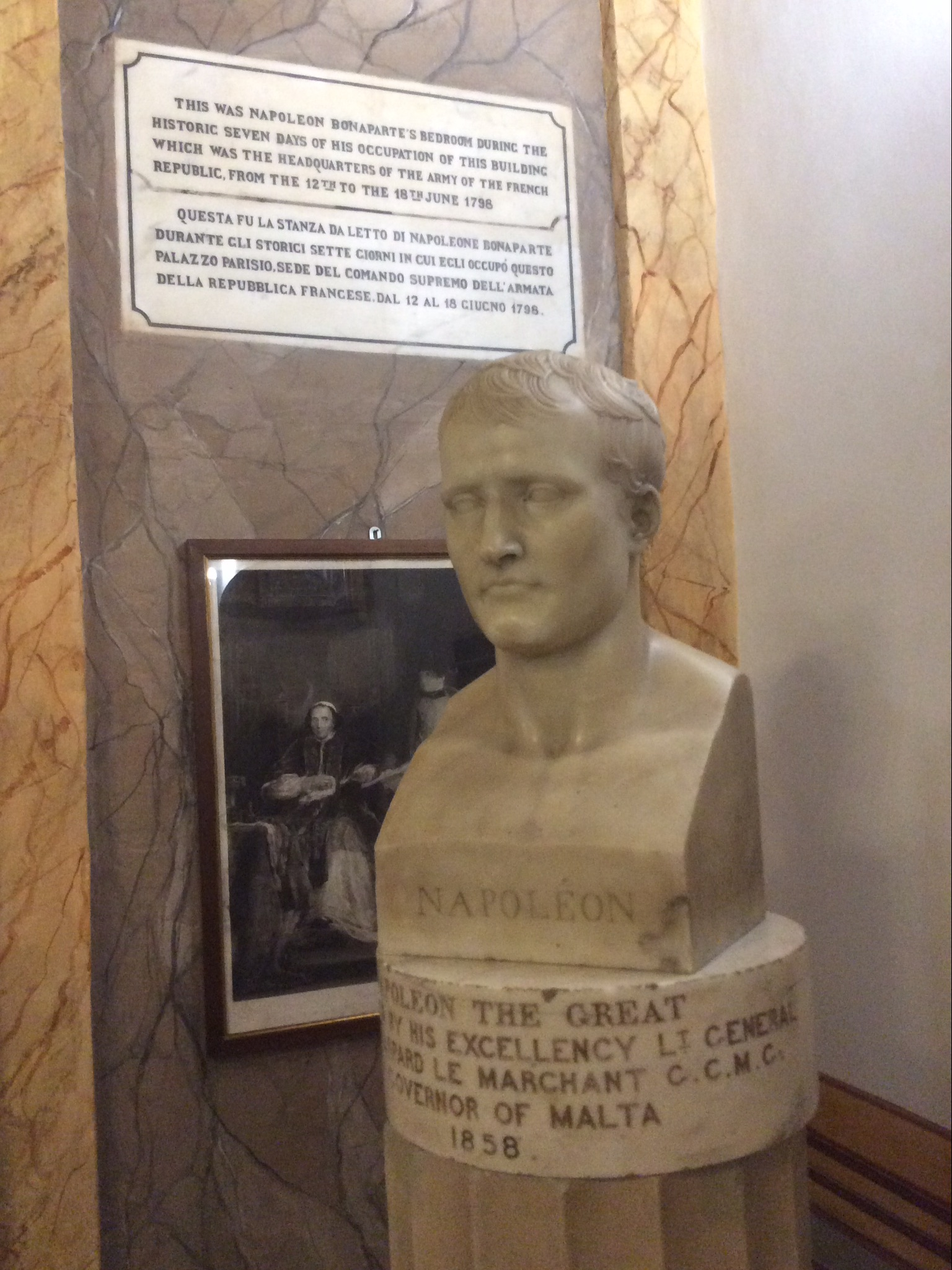
Popiersie Napoleona upamiętniające jego pobyt w pałacu.

Po francuskiej inwazji na Maltę, Napoleon zatrzymał się w Palazzo Parisio na sześć dni, od 12 do 18 czerwca 1798 r., zanim wyruszył na kampanię egipską. W następstwie powstania Maltańczyków przeciwko Francuzom, Parisio Muscati wyjechał z Valletty, aby dołączyć do powstańców, gdzie dowodził batalionem ochotników z Naxxar.

### Wiek dziewiętnasty
Po tym, jak w r. 1800 Malta została brytyjskim protektoratem, Parisio Muscati powrócił do pałacu. 26 listopada tegoż roku, Ralph Abercromby przybył na Maltę na pokładzie HMS Diadem, i stanął w pałacu aż do wyjazdu do Egiptu 20 grudnia. Od 25 stycznia do 14 maja 1841, Lord Lynedoch, bliski przyjaciel Parisio Muscati, również kwaterował w pałacu, podczas swojego pobytu na Malcie.
W następstwie śmierci Parisio Muscati, w grudniu 1841, pałac przeszedł w ręce jego żony, Antonii Muscati Xara. Poślubiła ona Josepha de Piro, i po jej śmierci w 1856, pałac przeszedł w ręce rodziny de Piro.

### Główny Urząd Pocztowy
W latach 80. XIX wieku, Palazzo Parisio miał około 100 współwłaścicieli, i był w bardzo złym stanie. W 1886, naczelny poczmistrz wyperswadował właścicielom, aby wydzierżawili pałac, co później poskutkowało jego sprzedażą rządowi. Budynek został odnowiony, i w maju 1886 został otwarty jako Główny Urząd Pocztowy. Trzecie piętro, na którym mieścił się Urząd Kontroli, zostało dobudowane po I wojnie światowej. Budynek został umieszczony na Liście Zabytków 1925.
24 kwietnia 1942, podczas II wojny światowej, pałac został częściowo zburzony w wyniku bombardowania lotniczego. Główny Urząd Pocztowy został przeniesiony do budynku szkoły w Ħamrun, i powrócił do zrujnowanego pałacu 16 stycznia 1943. Pałac został odbudowany po wojnie, lecz niektóre freski zostały bezpowrotnie stracone.
4 lipca 1973 Główny Urząd Pocztowy przeniósł się do Zajazdu Włoskiego, po przeciwnej stronie ulicy. Główna sala pocztowa, oddział listów poleconych oraz poste restante zostały przeniesione do byłej kaplicy garnizonowej, która jest teraz zajmowana przez Malta Stock Exchange.

### Ministerstwo Spraw Zagranicznych
Ministerstwo Spraw Zagranicznych Malty przeniosło się do pałacu w październiku 1973. Budynek został gruntownie odrestaurowany, tak wewnątrz, jak i na zewnątrz.
Pałac jest zaliczony, przez Maltański Urząd Środowiska i Planowania, do zabytków narodowych klasy 1. Jest również umieszczony na liście  National Inventory of the Cultural Property of the Maltese Islands.

## Architektura
Palazzo Parisio zawiera elementy dwóch stylów architektonicznych: neoklasycyzmu i baroku.
Pałac składa się z trzech brył, które otaczają centralne podwórko. Fasada zawiera wejście, z kolumnami po bokach, podpierającymu drewniany balkon. Po każdej ze stron wejścia znajdują się trzy okna.

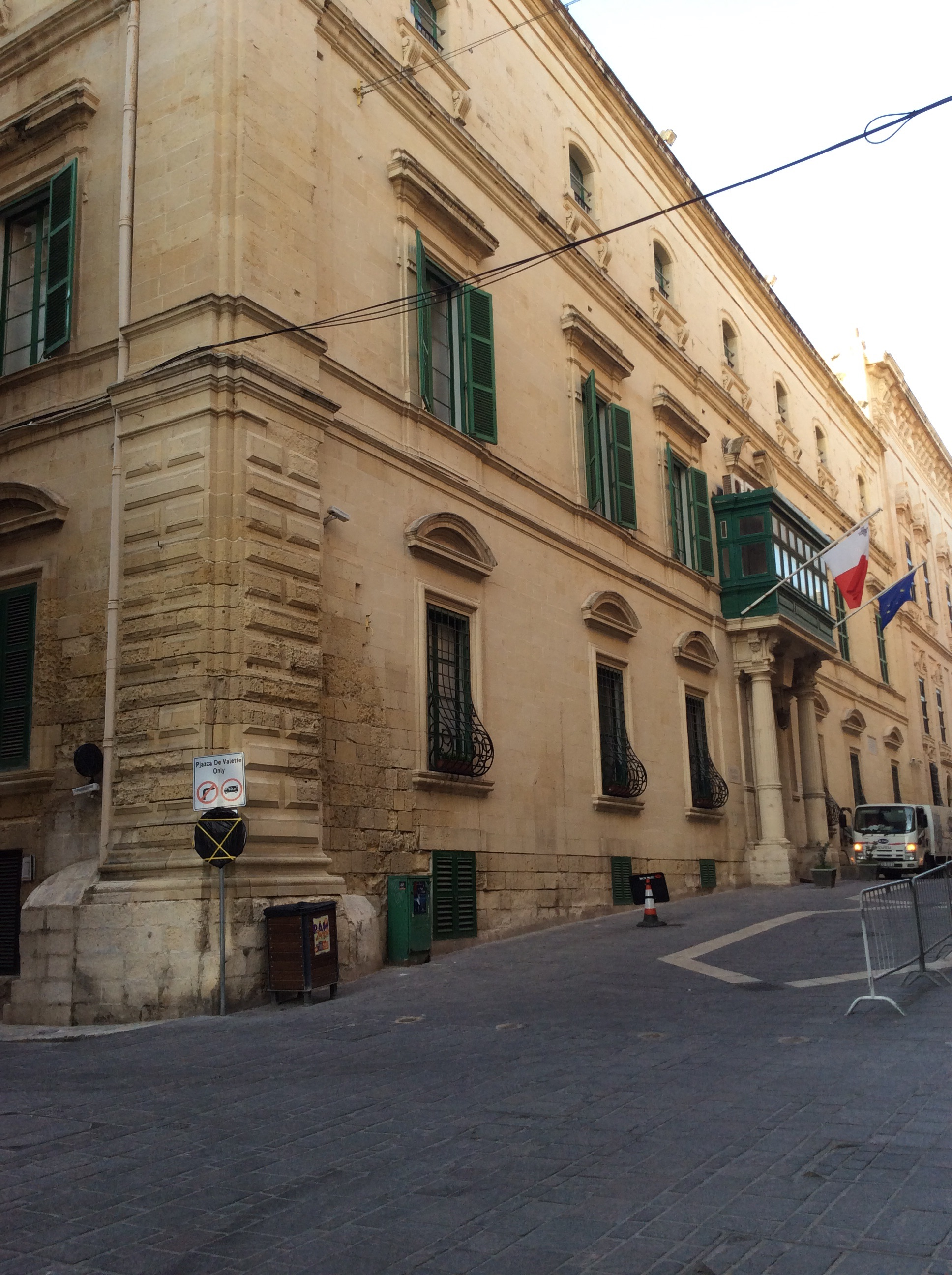
Widok Palazzo Parisio z Merchants Street
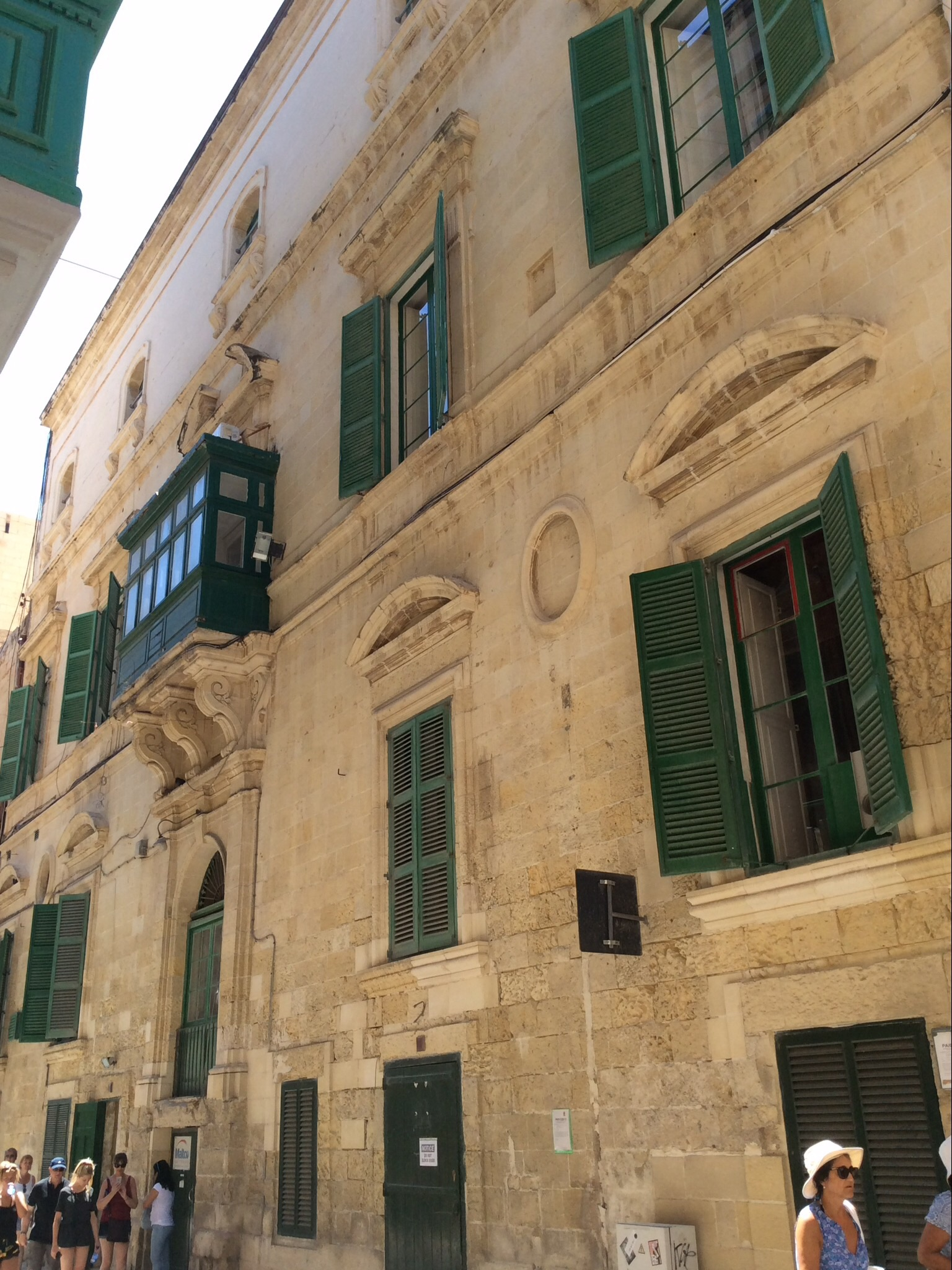
Fasada zewnętrzna wzdłuż Melita Street
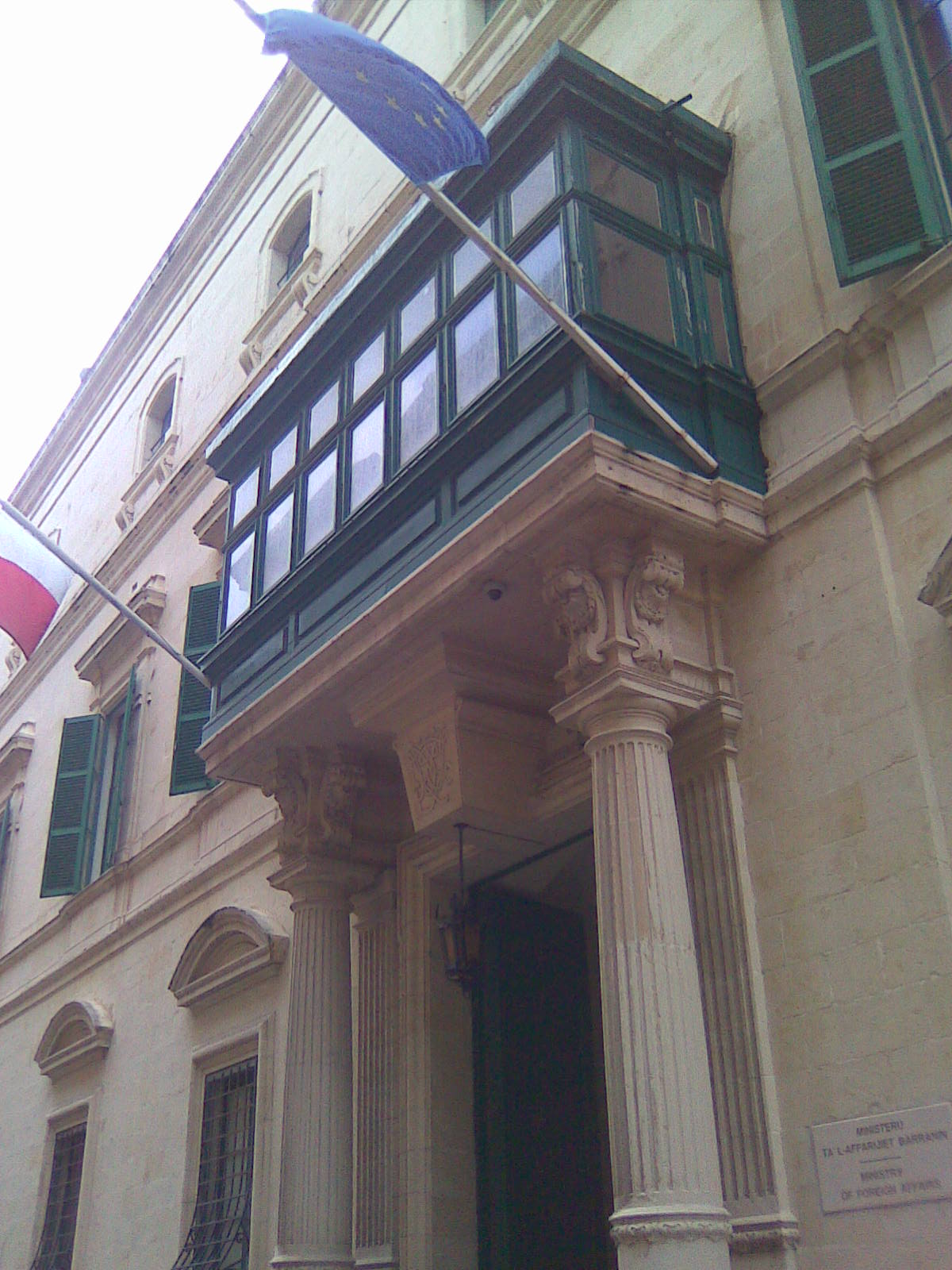
Wejście i balkon
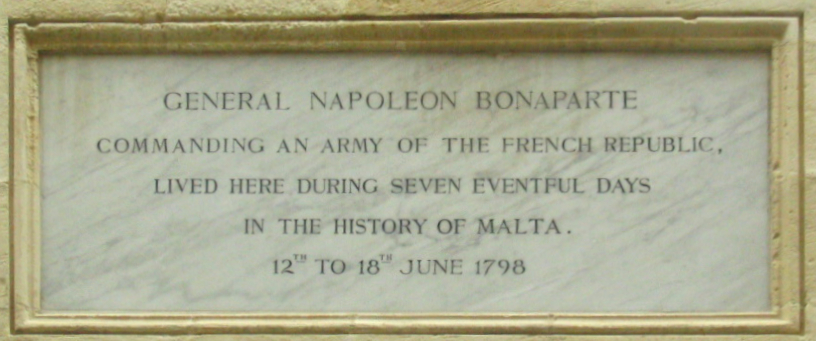
Tablica upamiętniająca pobyt Napoleona
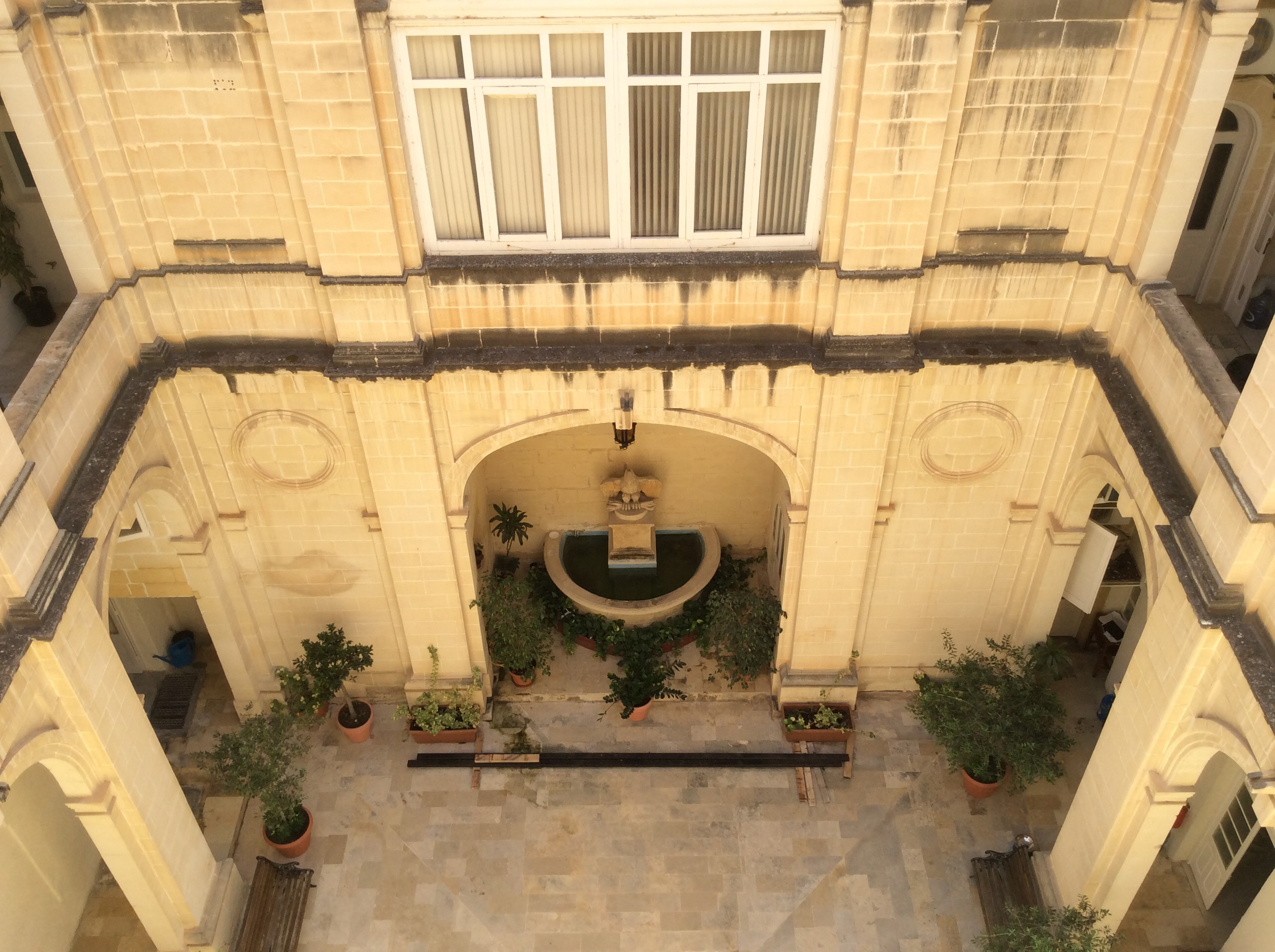
Podwórze wewnętrzne

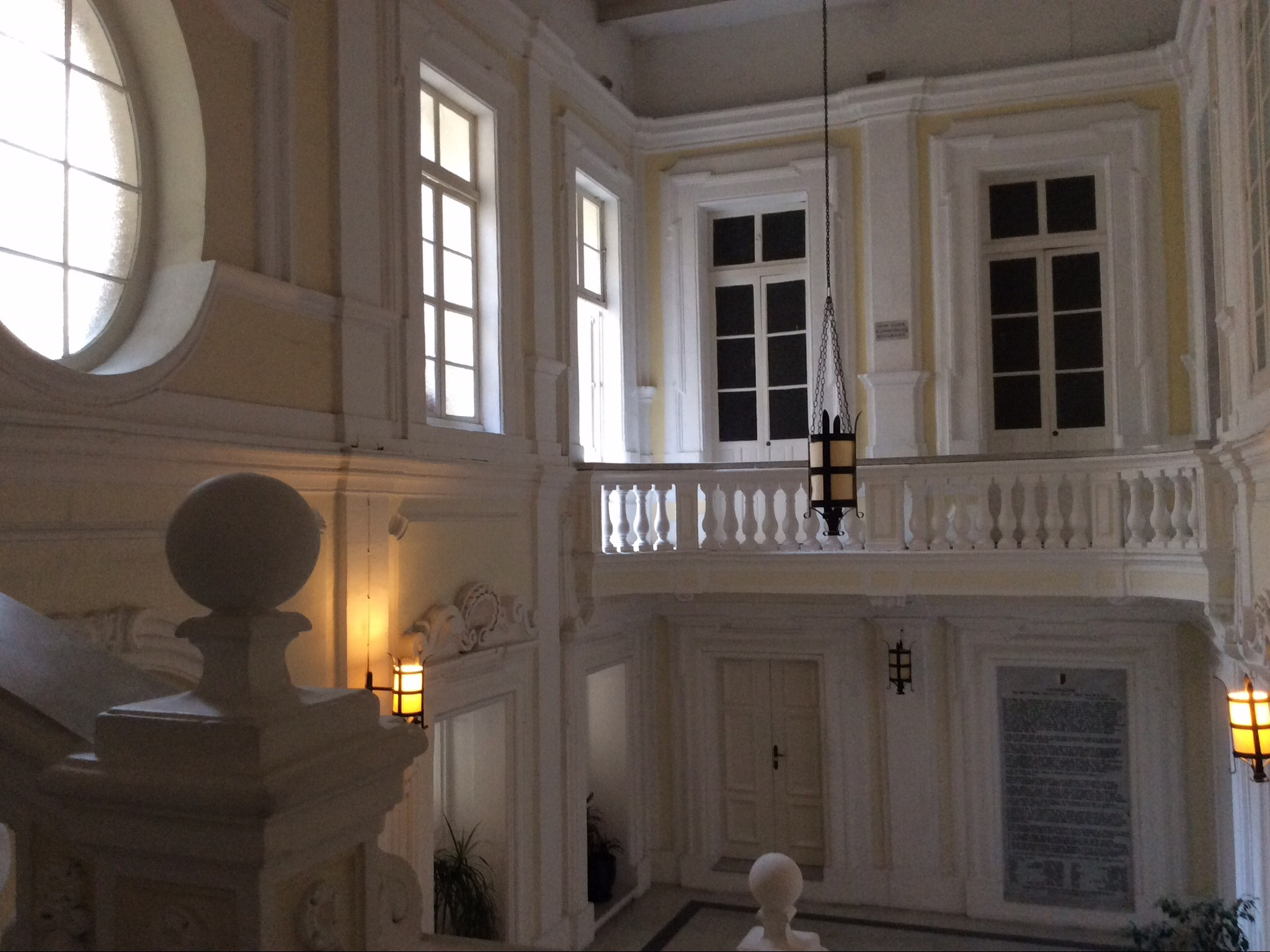
Surowe wnętrze
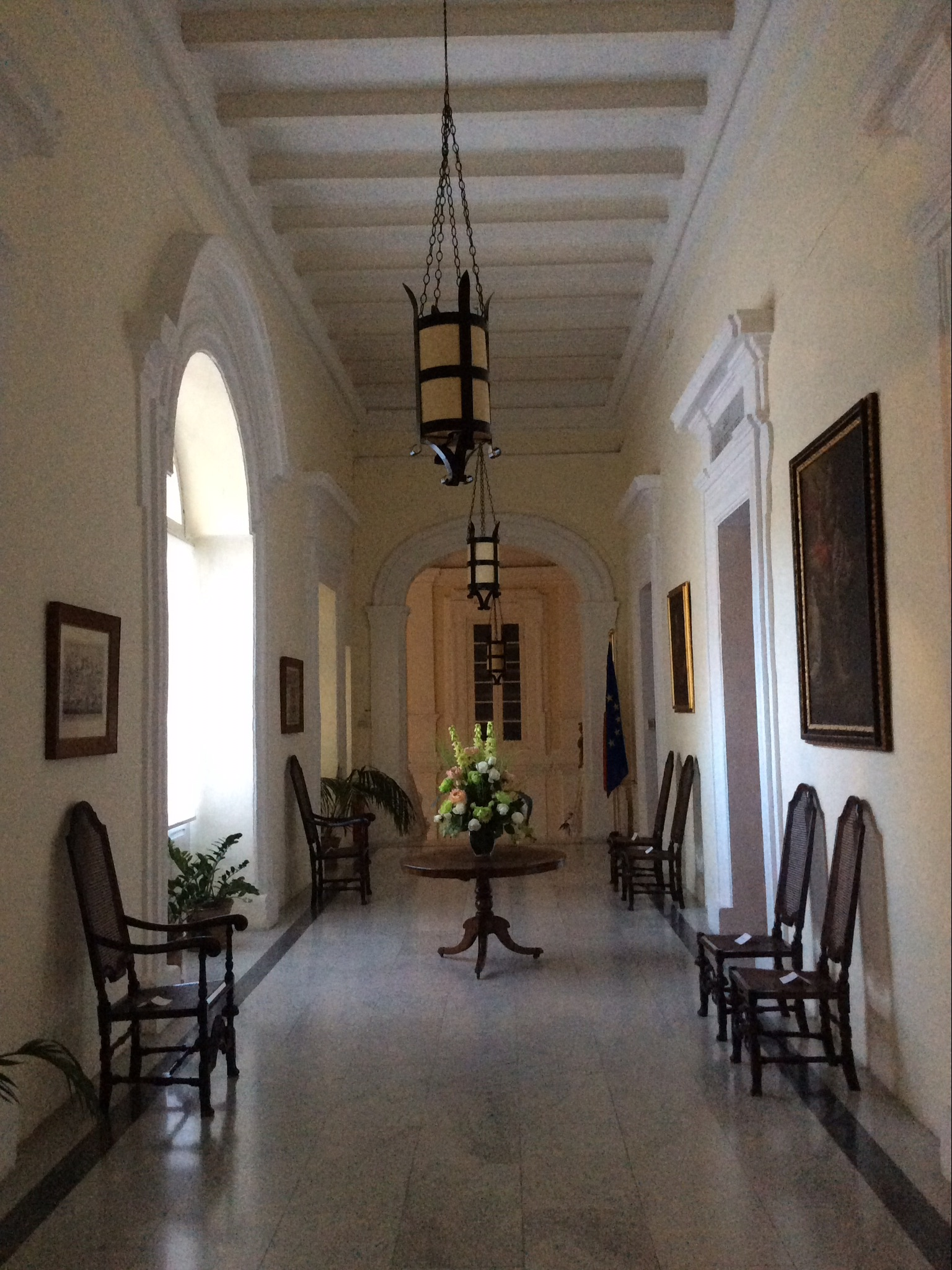
Sień
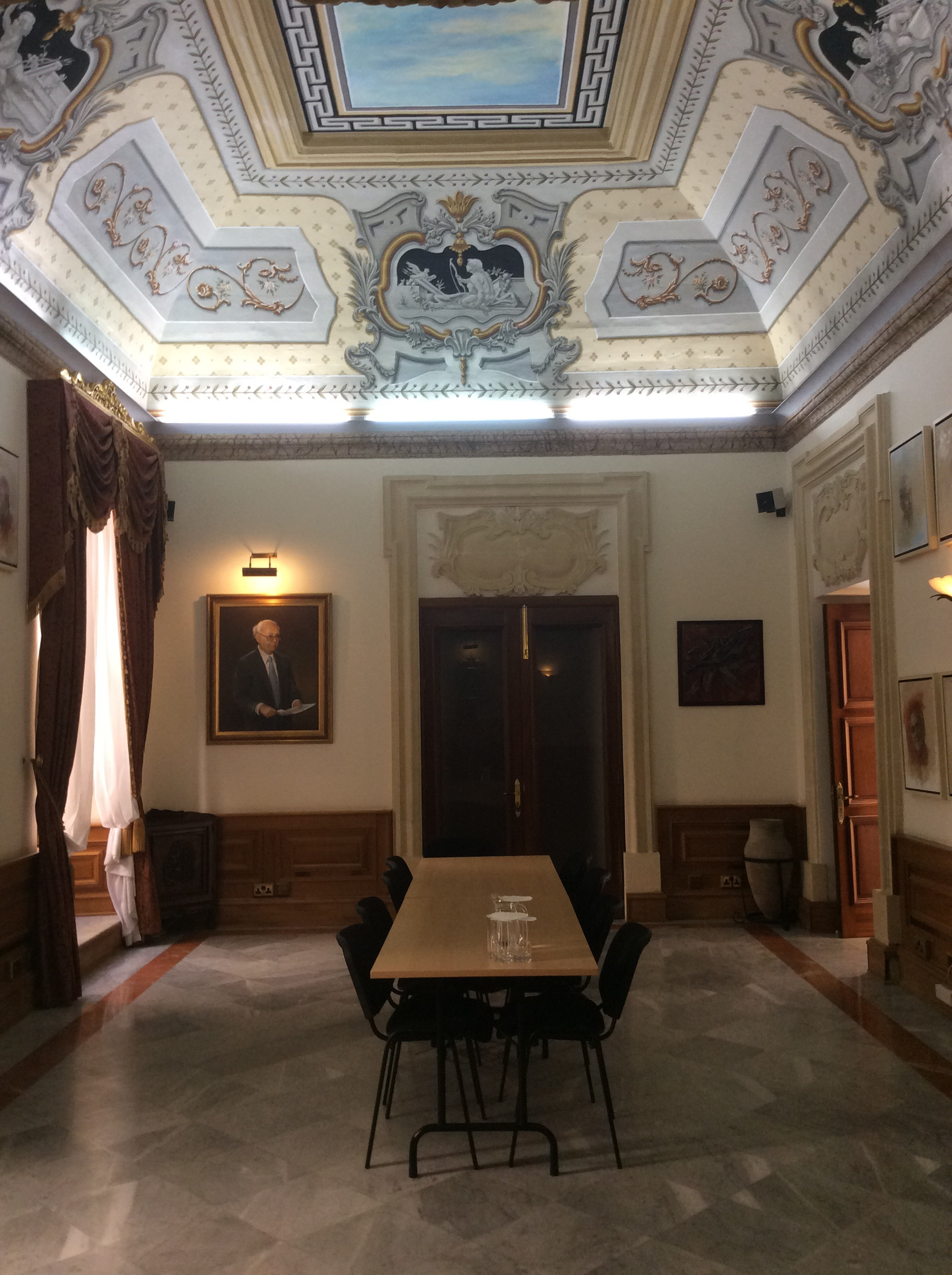
Sala Arvida Pardo – Pardo Hall
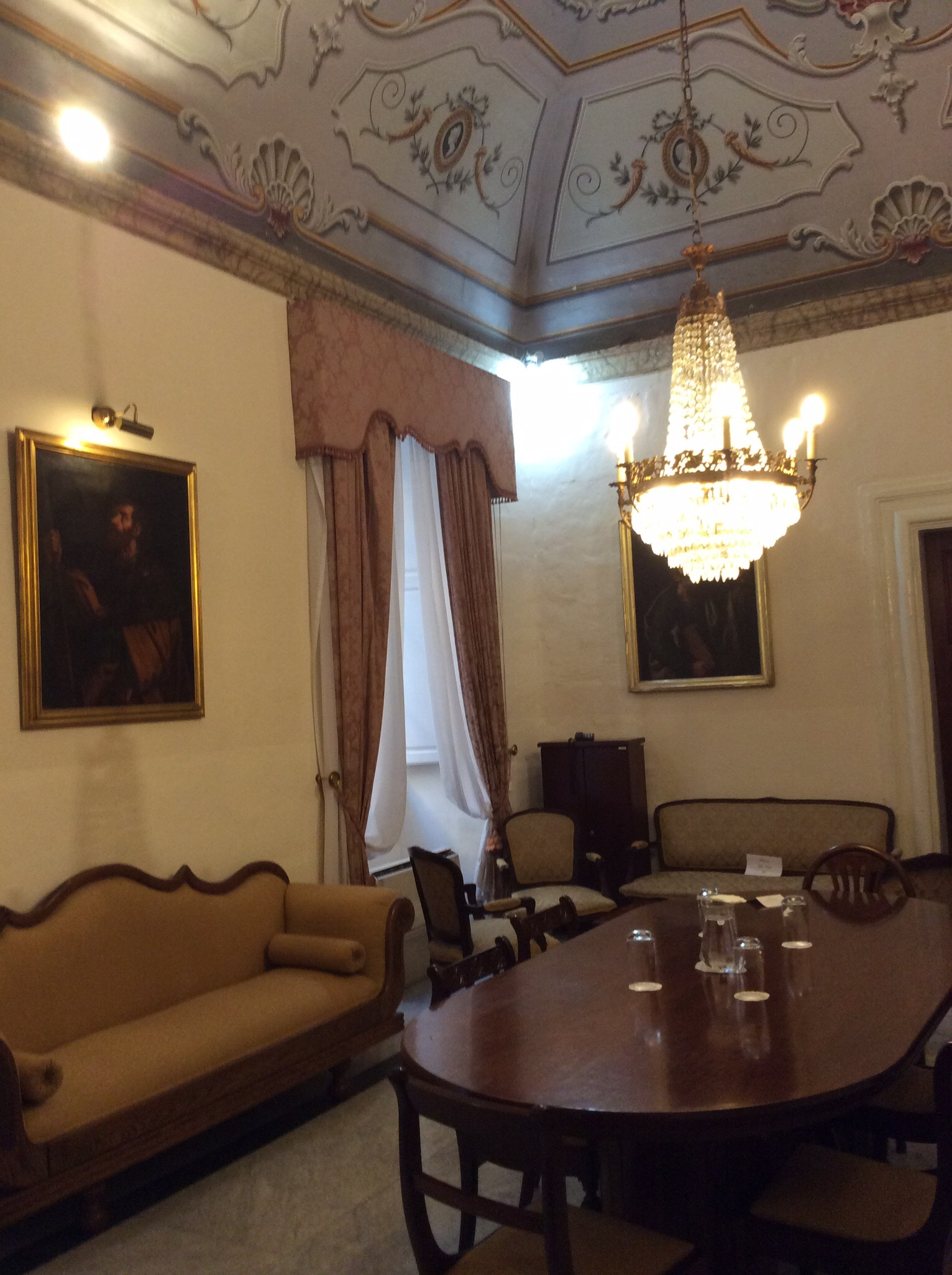
Sala Pardo
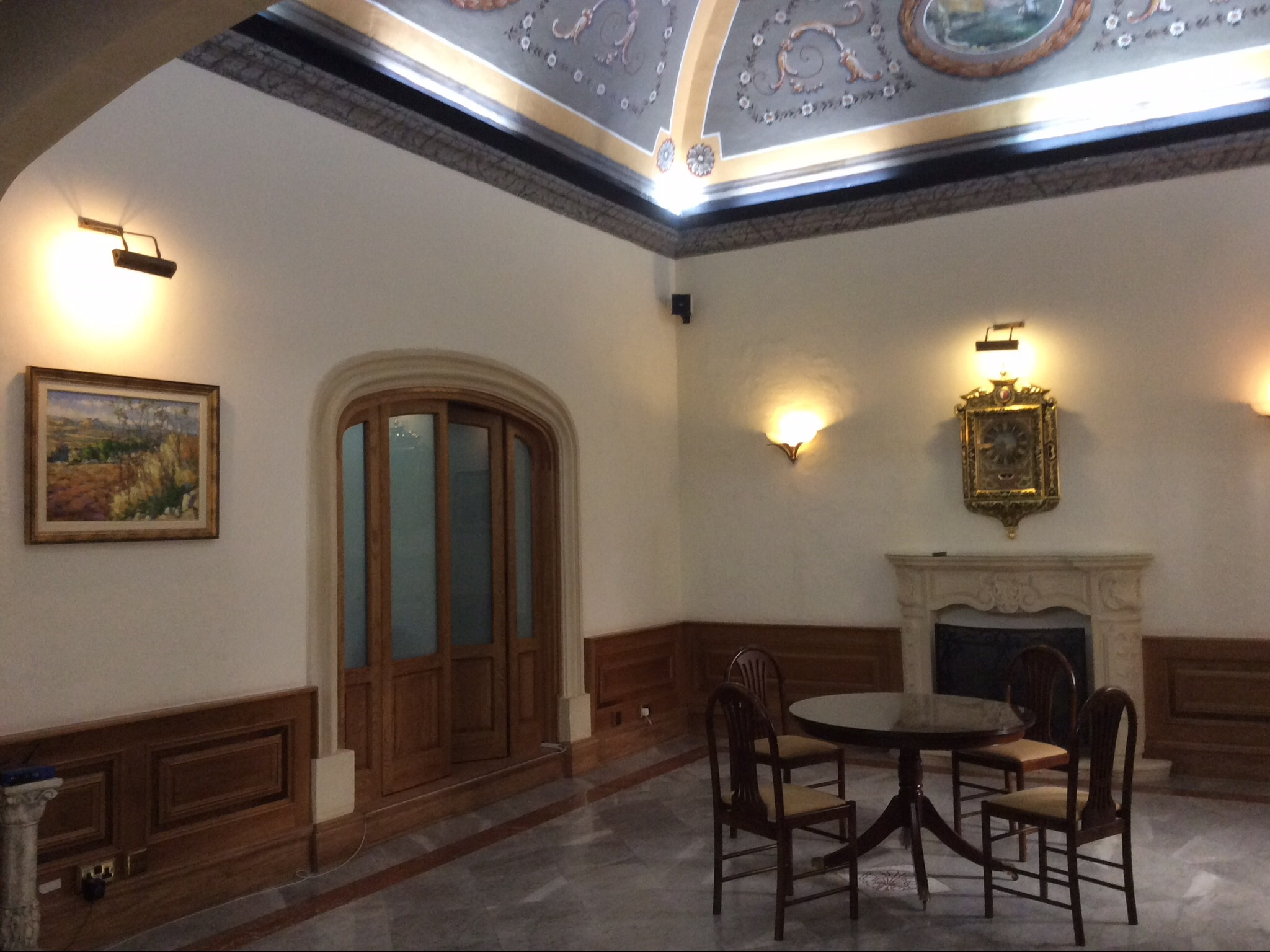
Pardo Hall
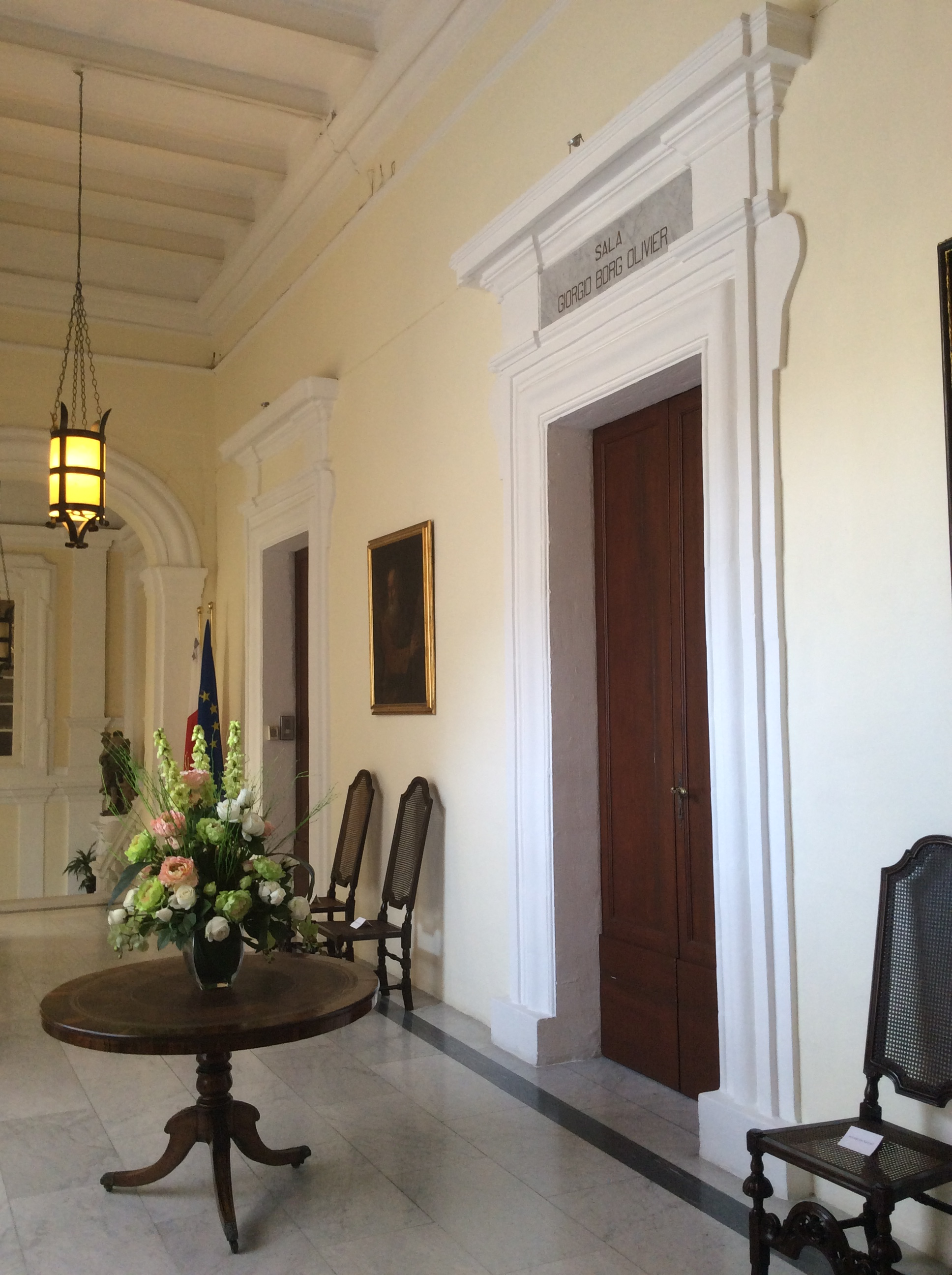
Wejście do Sali Giorge'a Borg Oliviera
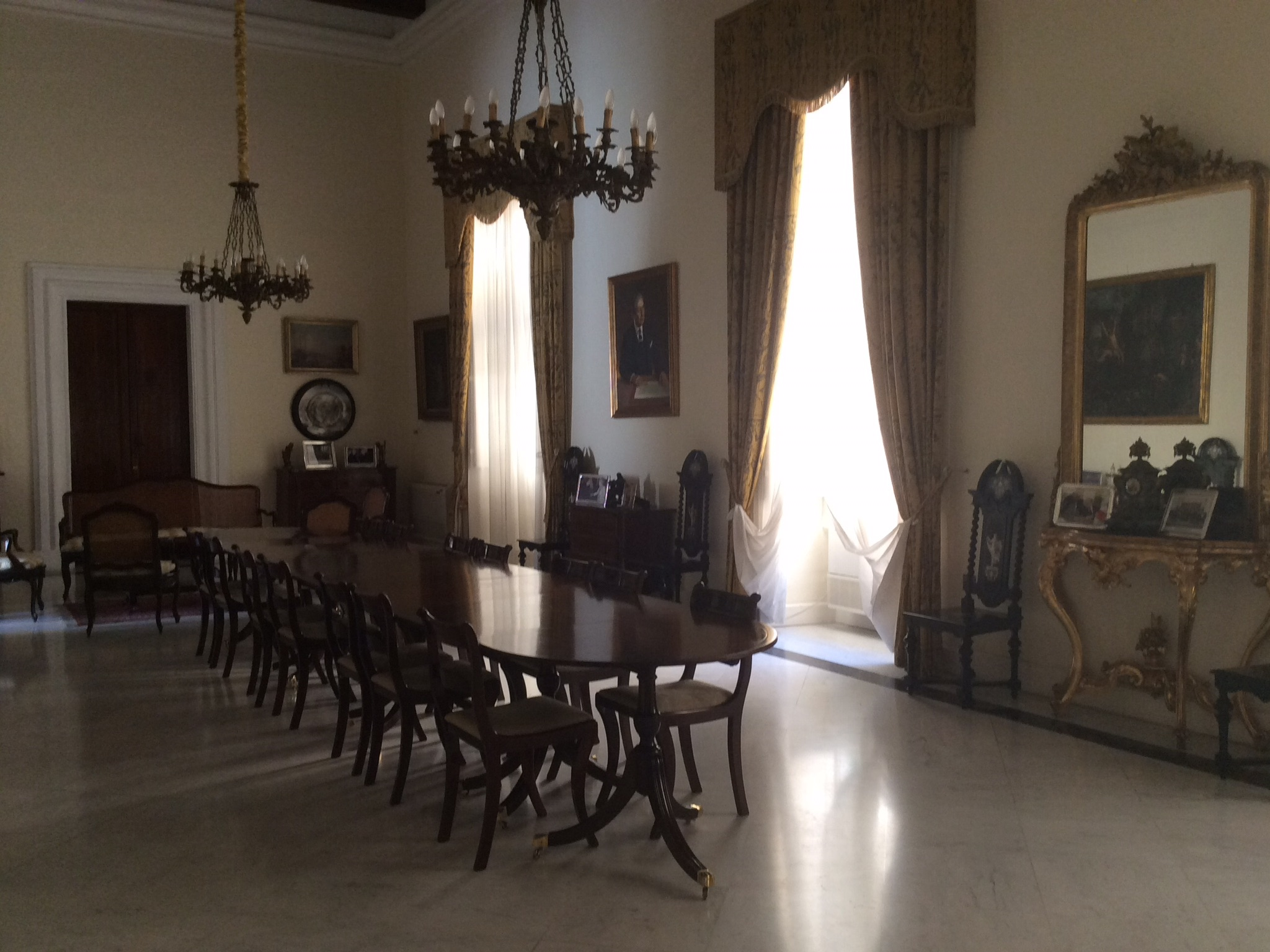
George Borg Olivier Hall
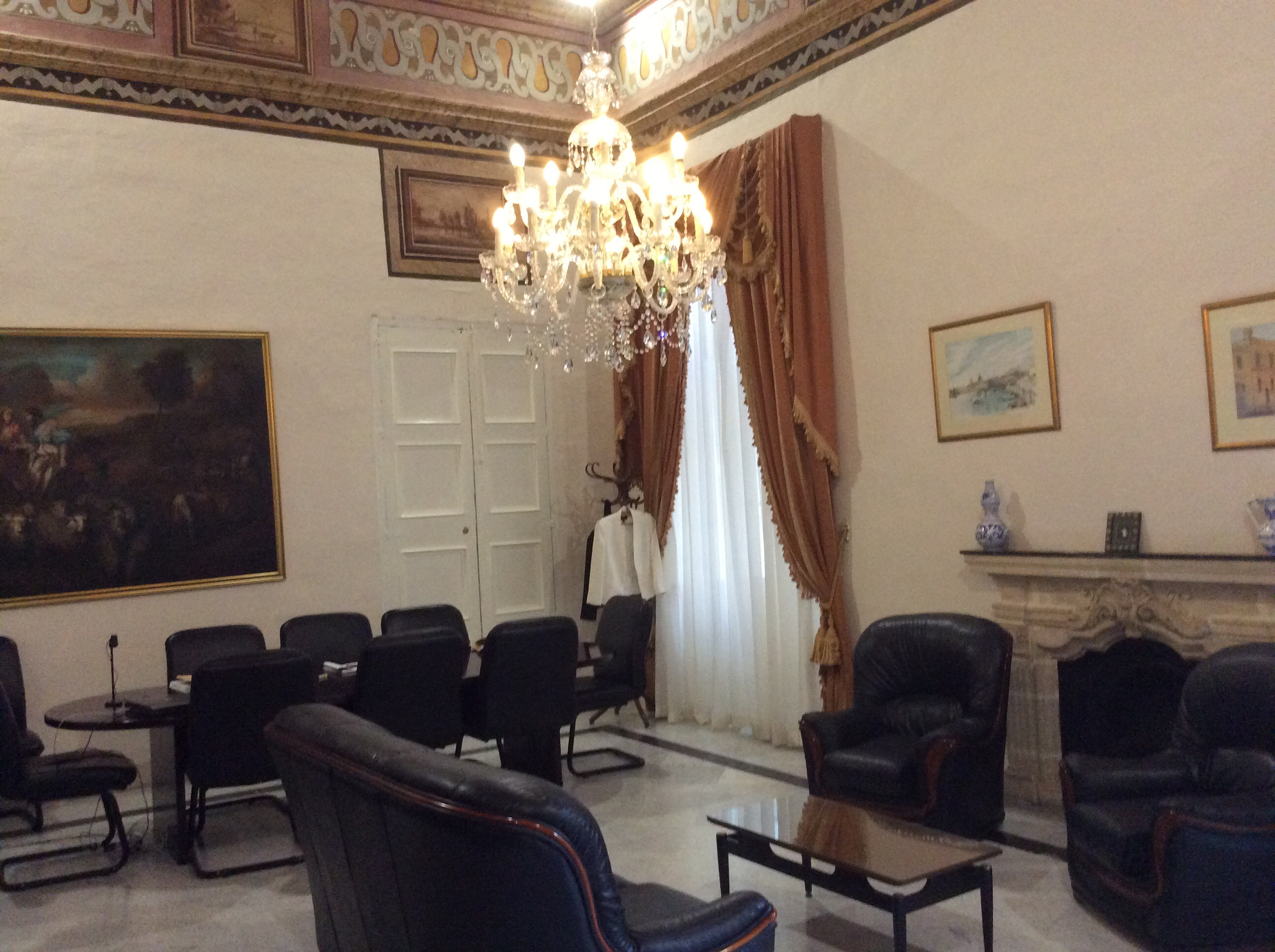
Pierwsze piętro
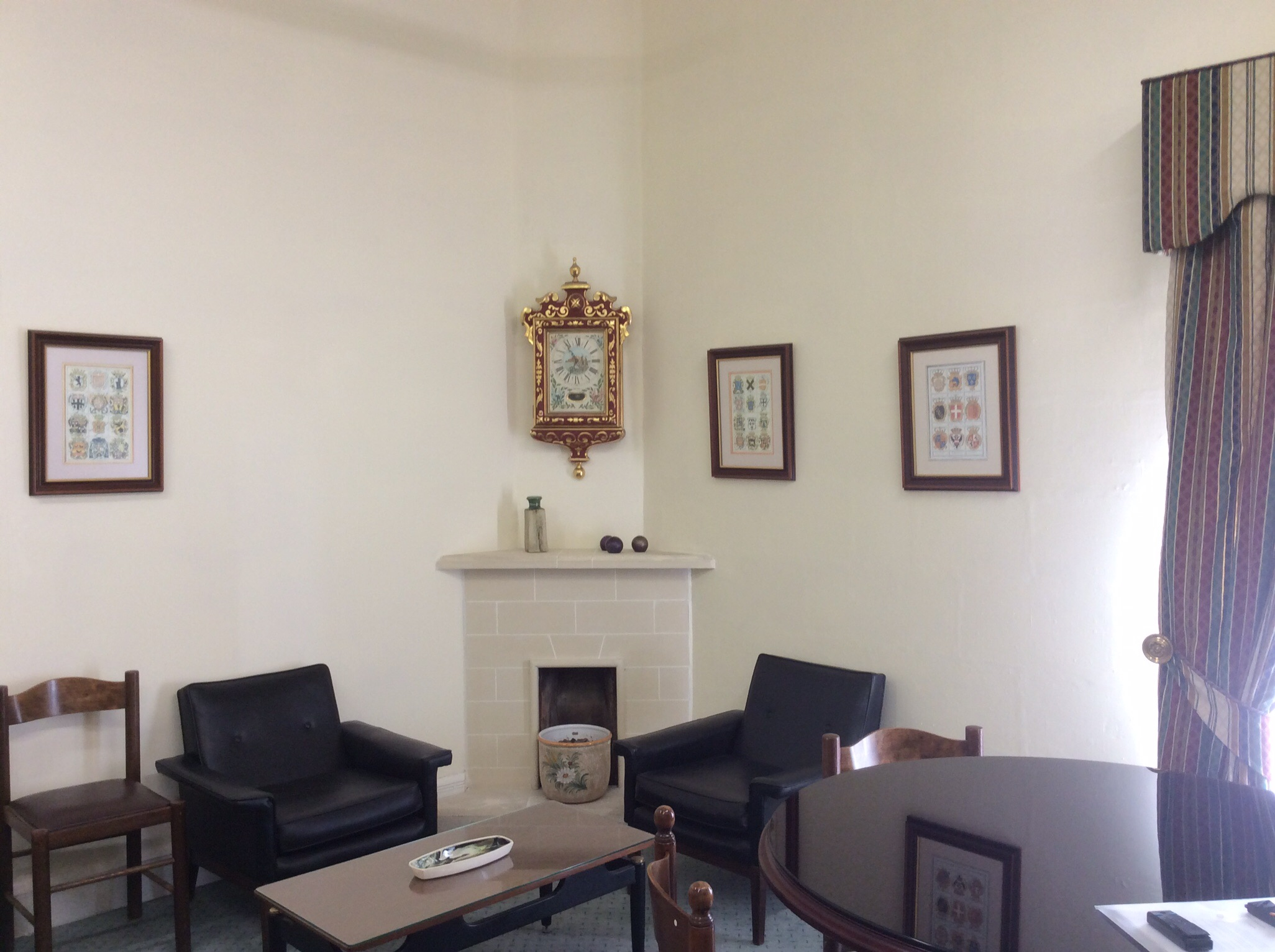
Drugie piętro
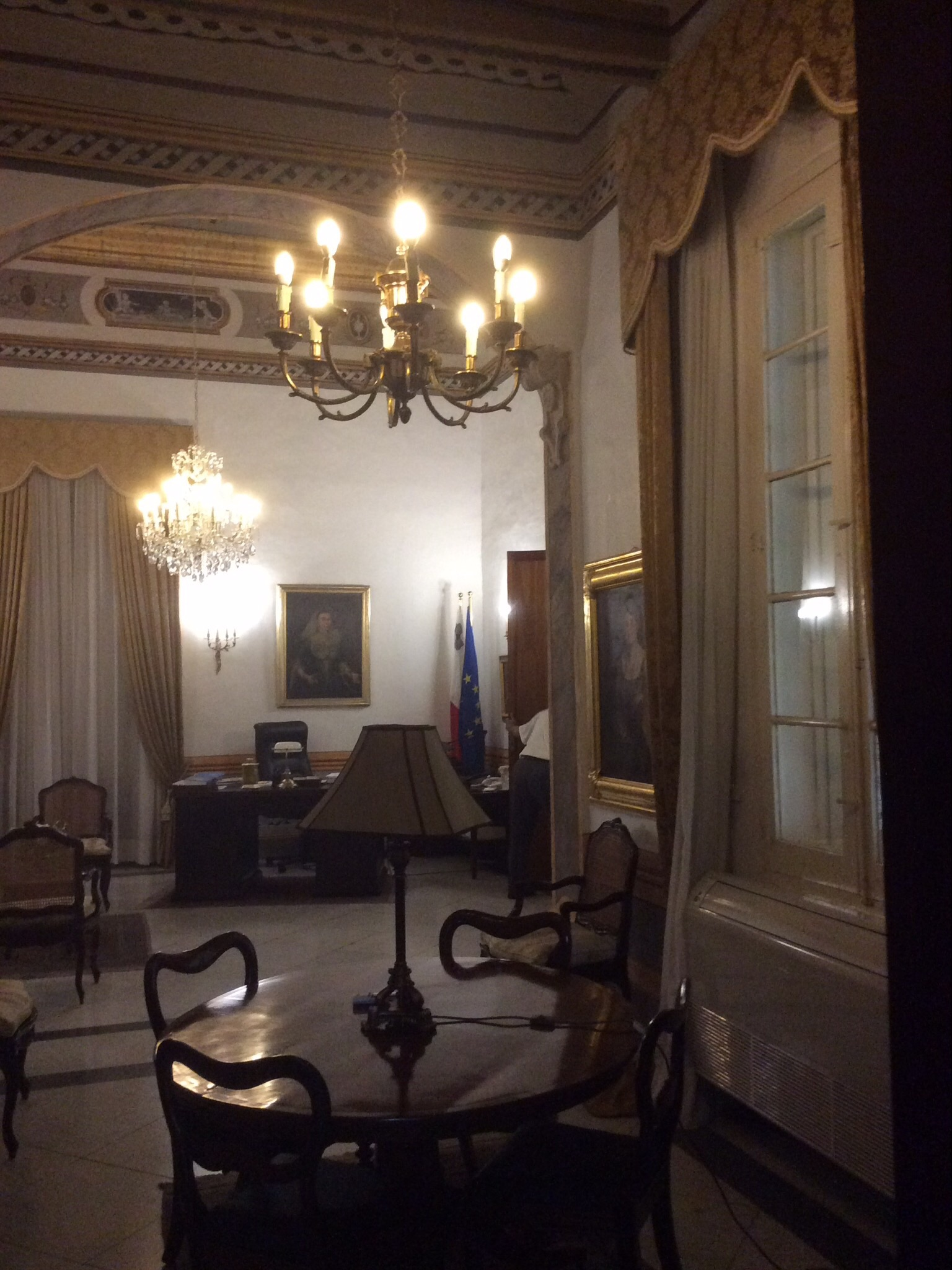
Sypialnia Napoleona
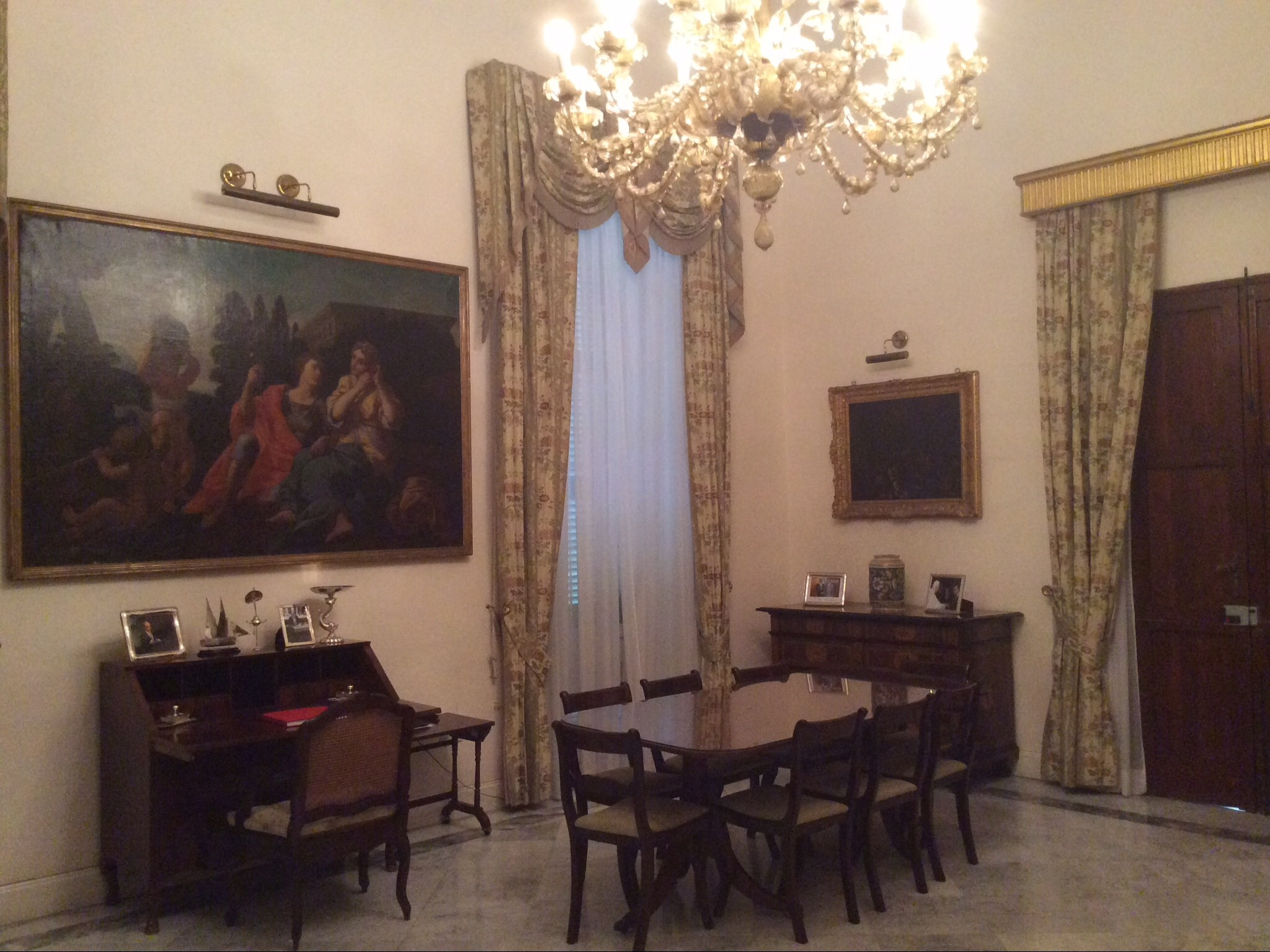
Gabinet, w którym wizytujący dygnitarze wpisują się
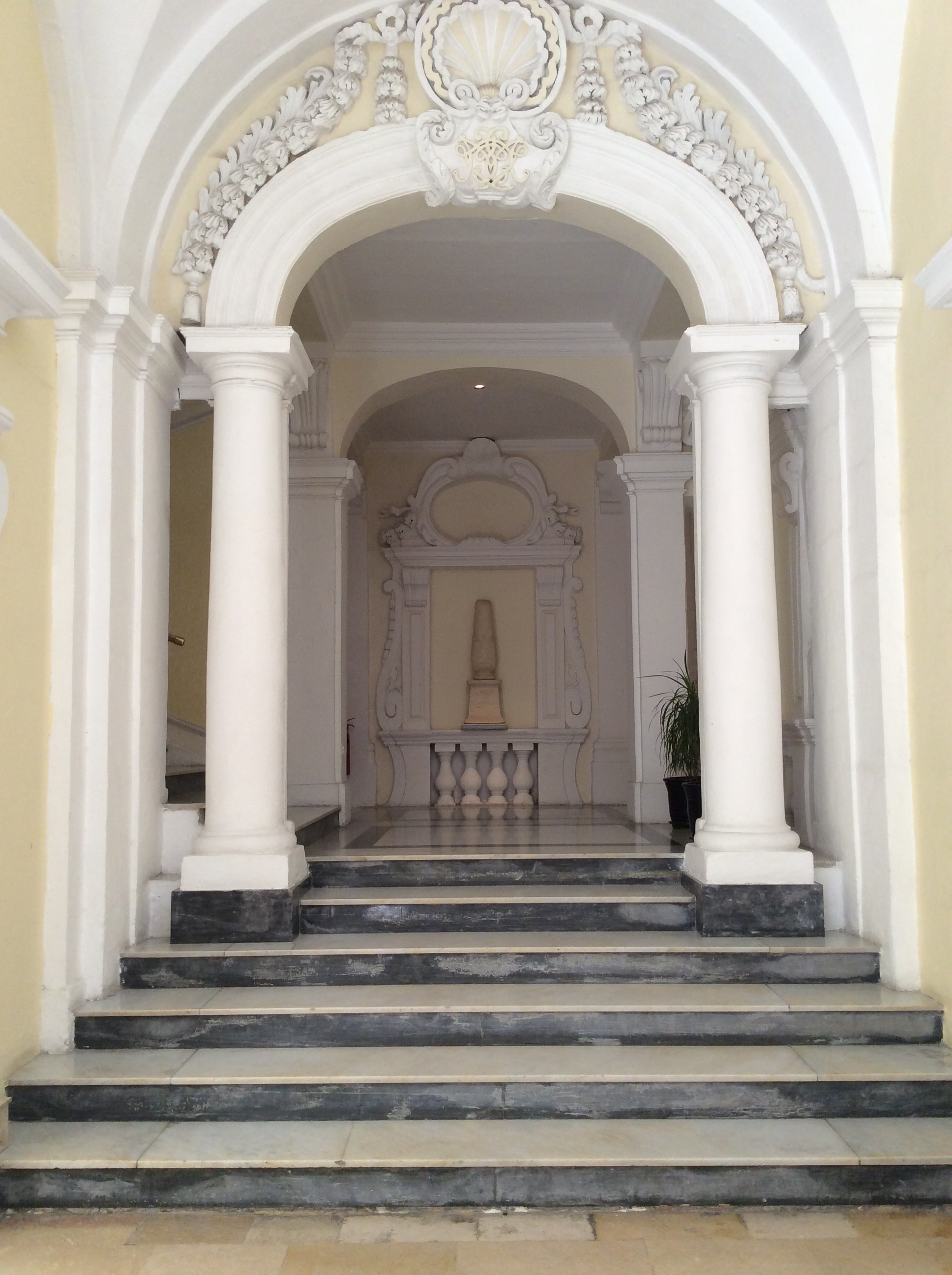
Cippi z Melqart
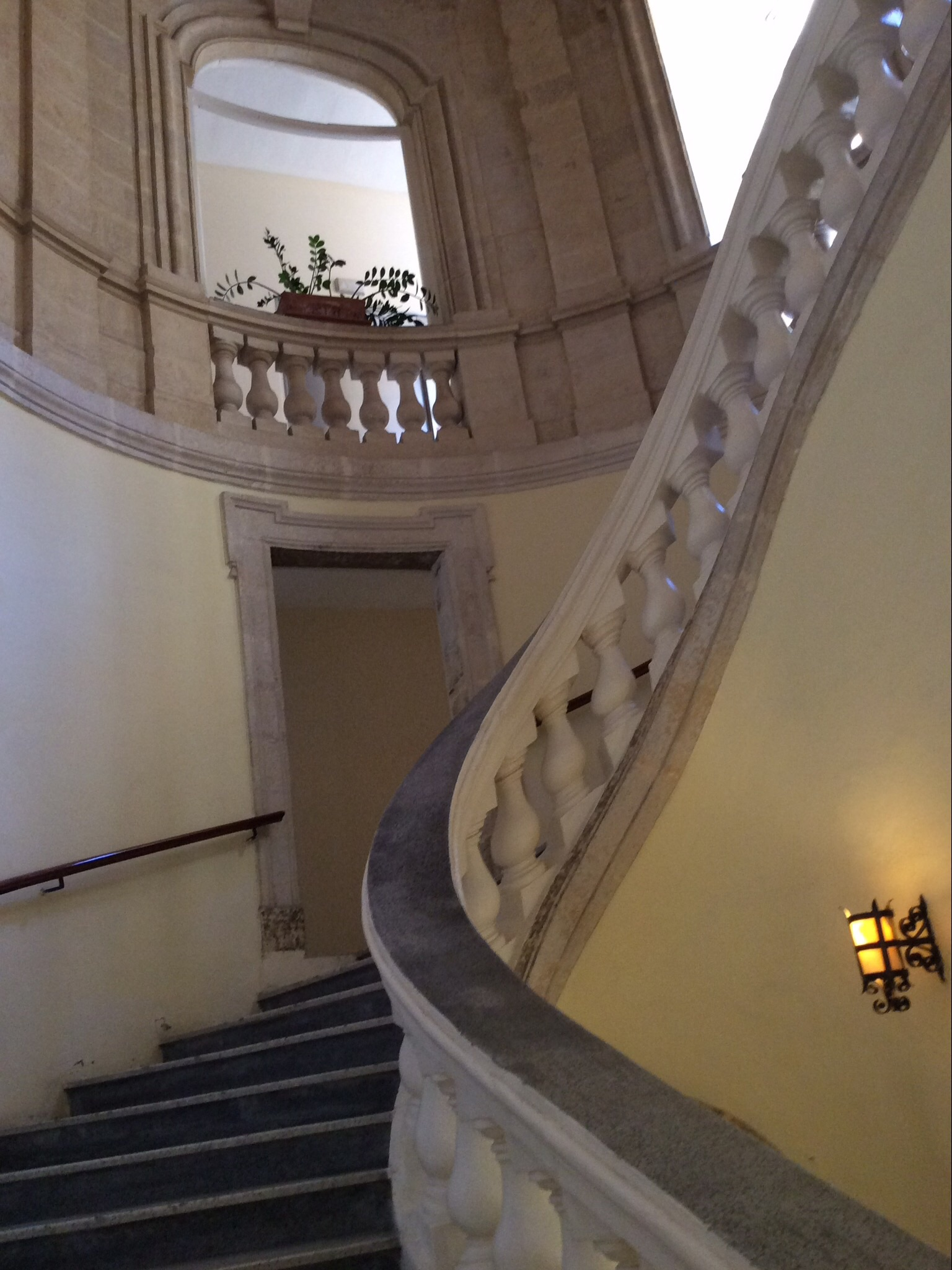
Schody
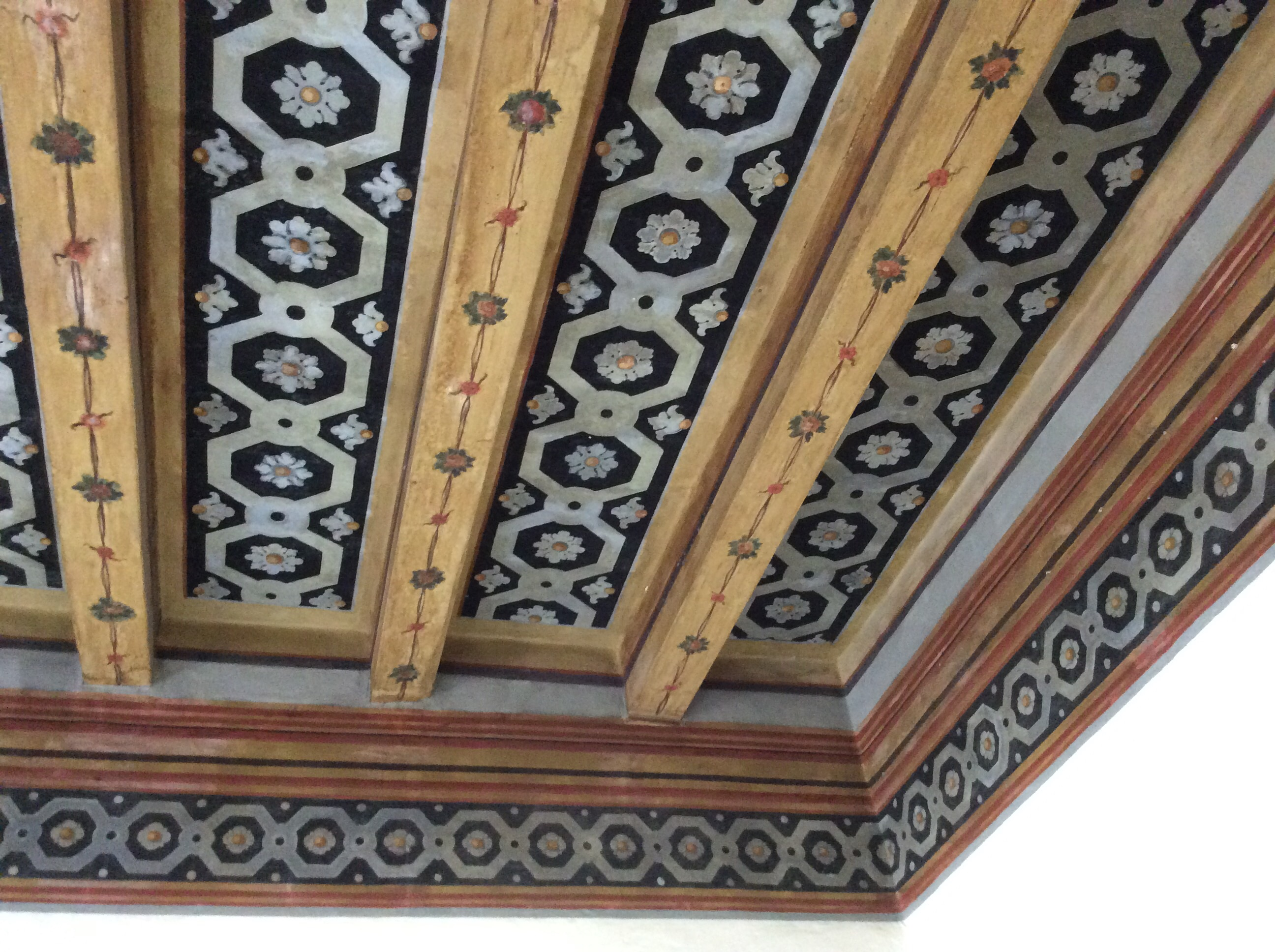
Dekorowane drewniane belki stropowe
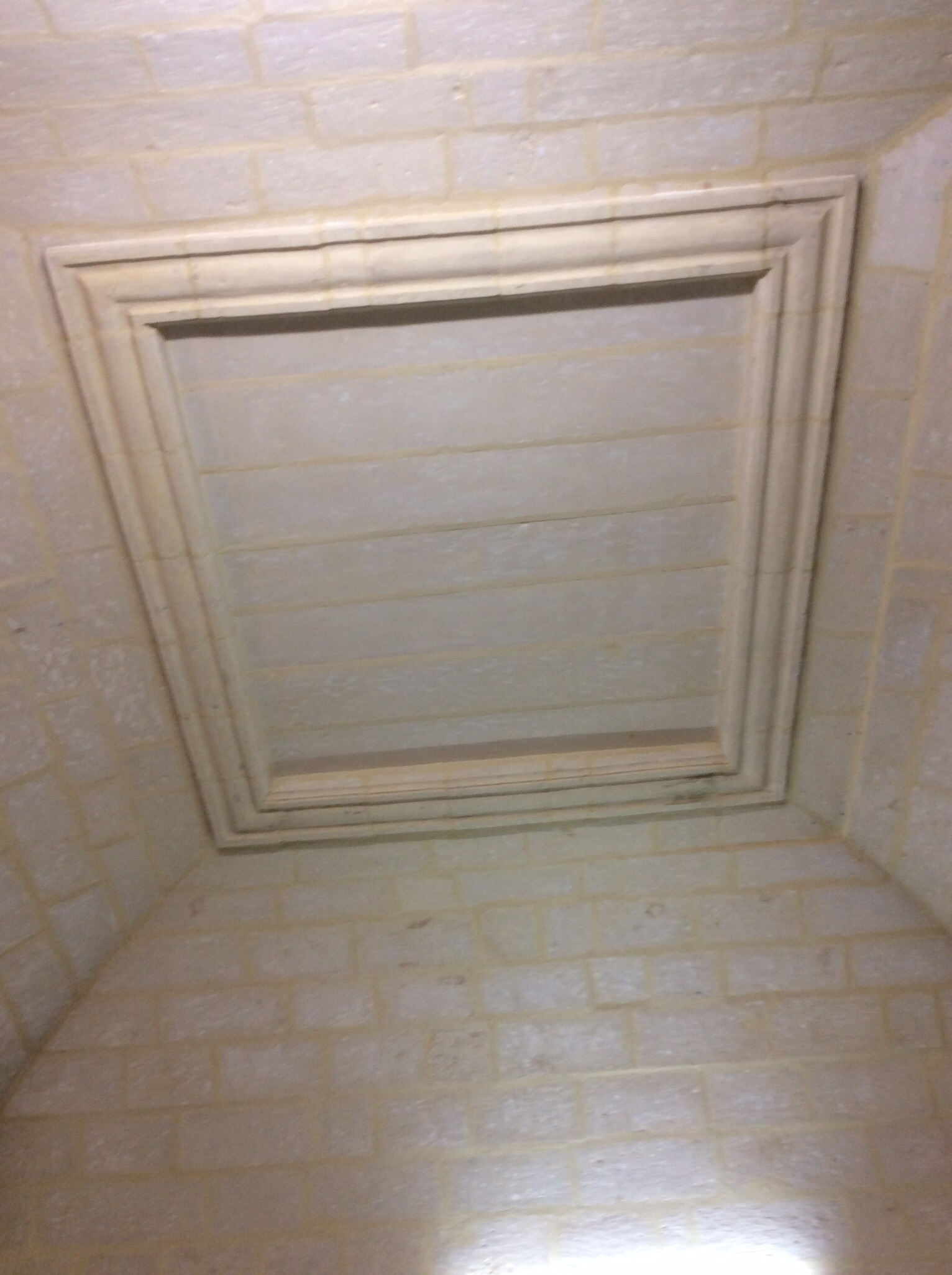
Freski stracone podczas II wojny światowej
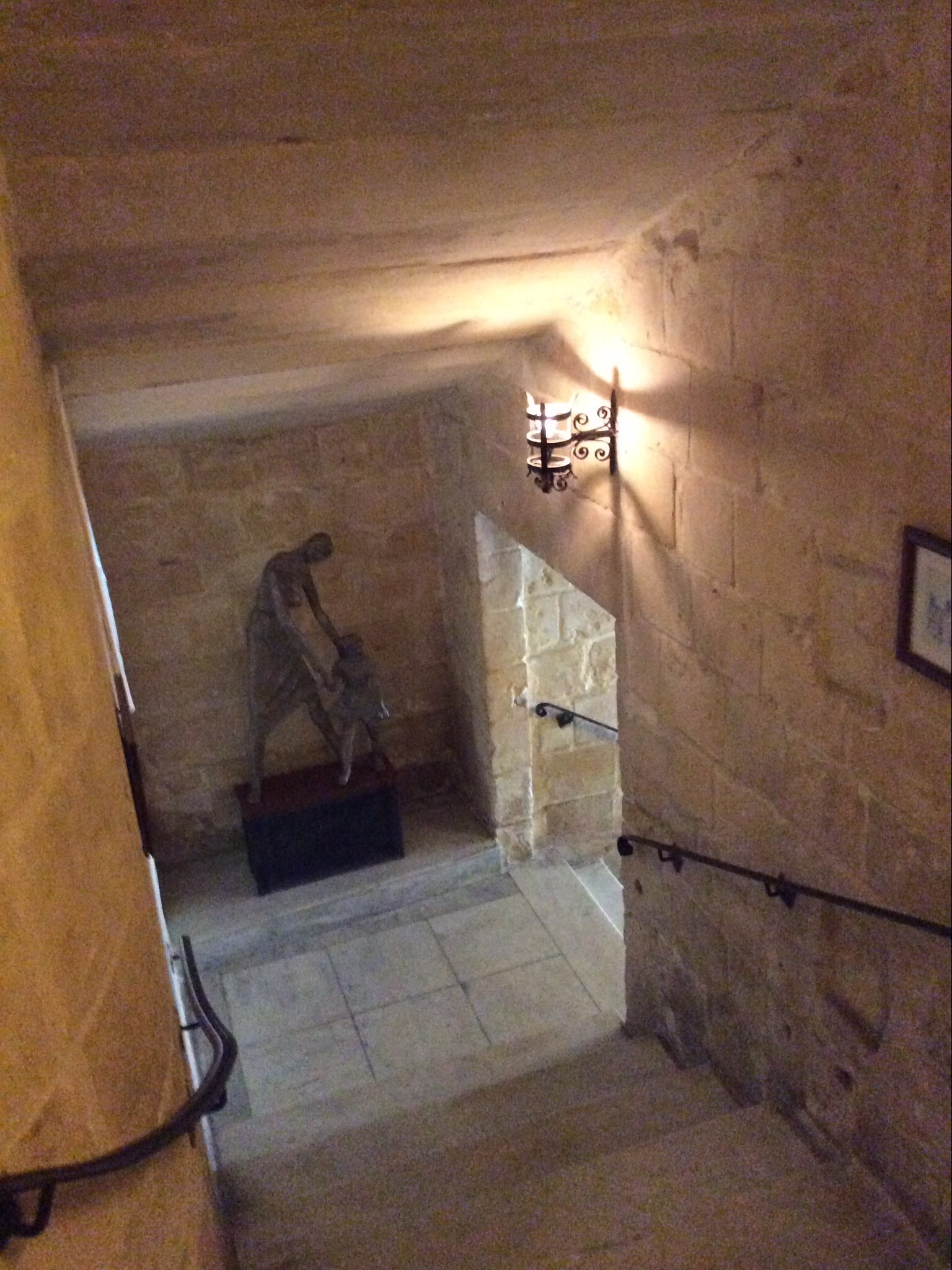
Schody poniżej parteru
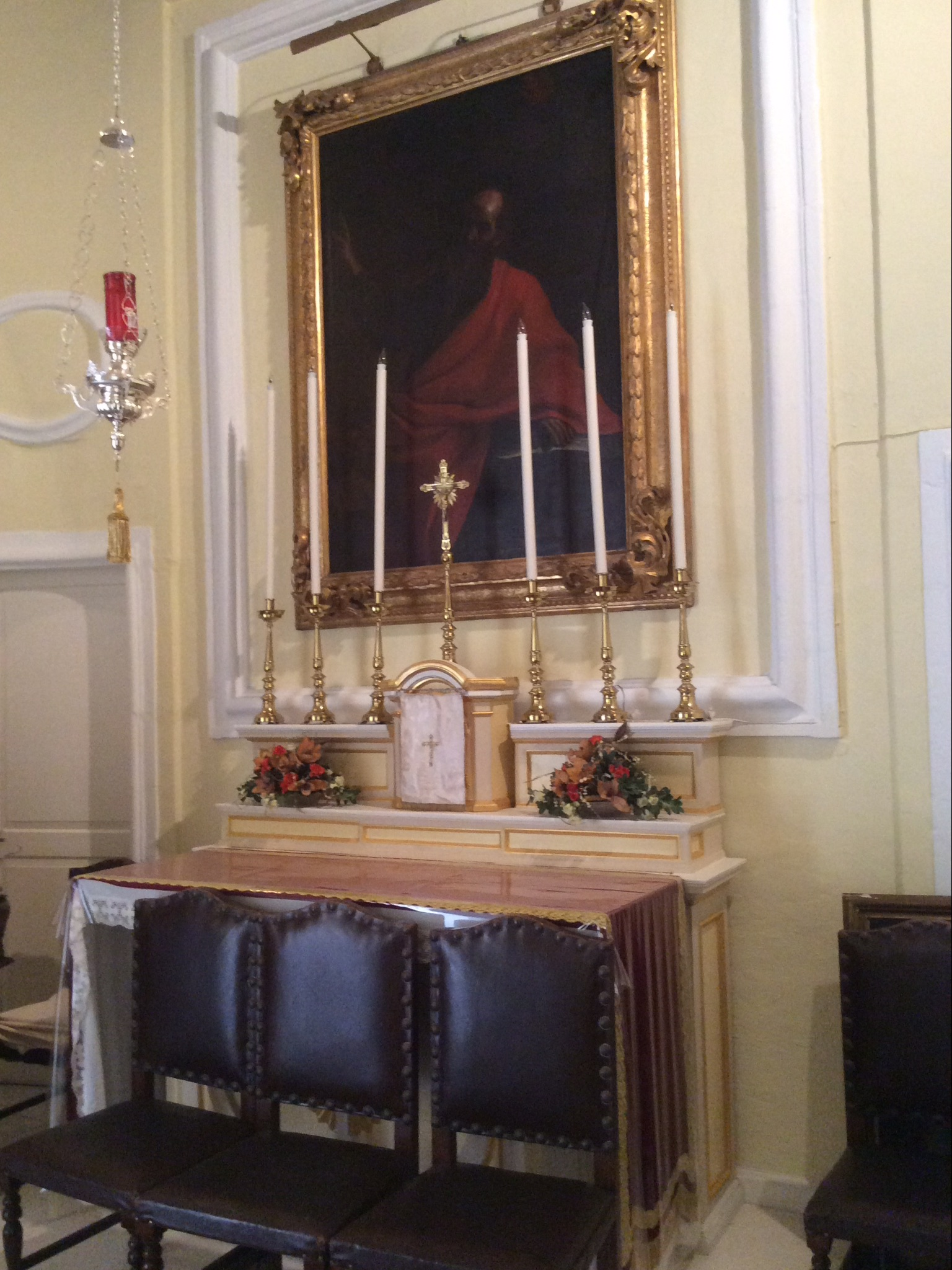
Kaplica

## Dzieła sztuki
Na suficie i ścianach pałacu znajdują się freski, namalowane przez maltańskiego artystę Antonaci Grecha. Część oryginalnych fresków została bezpowrotnie zniszczona, kiedy pałac został zbombardowany w czasie II wojny światowej, na szczęście pozostałe przetrwały w dobrym stanie.
W pałacu znajduje się szereg obrazów. Te, namalowane przez włoskiego artystę Mattia Preti, są starsze niż sam pałac.

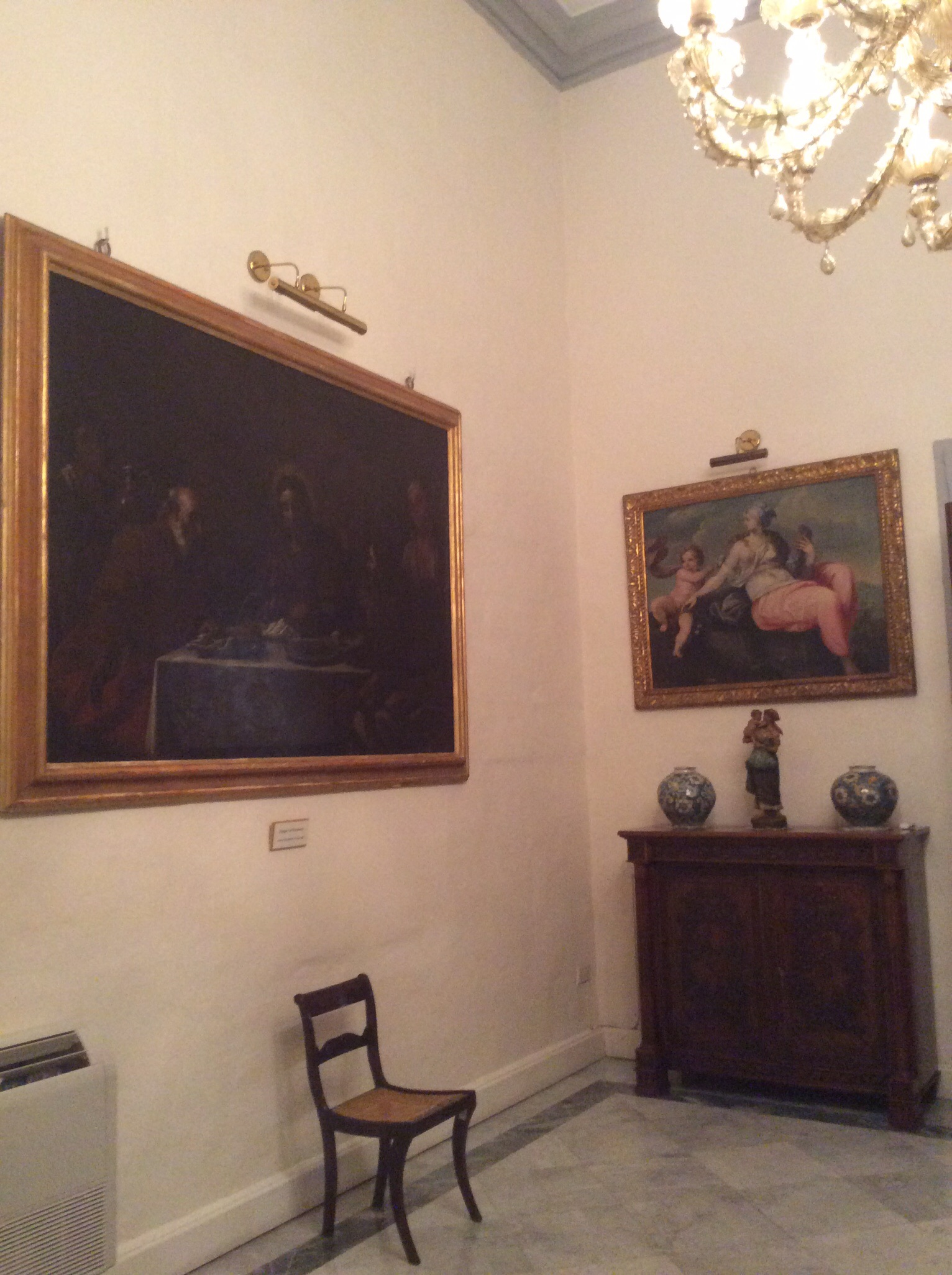
Kolacja w Emmaus,  ok. 1680, malowane przez Mattia Preti
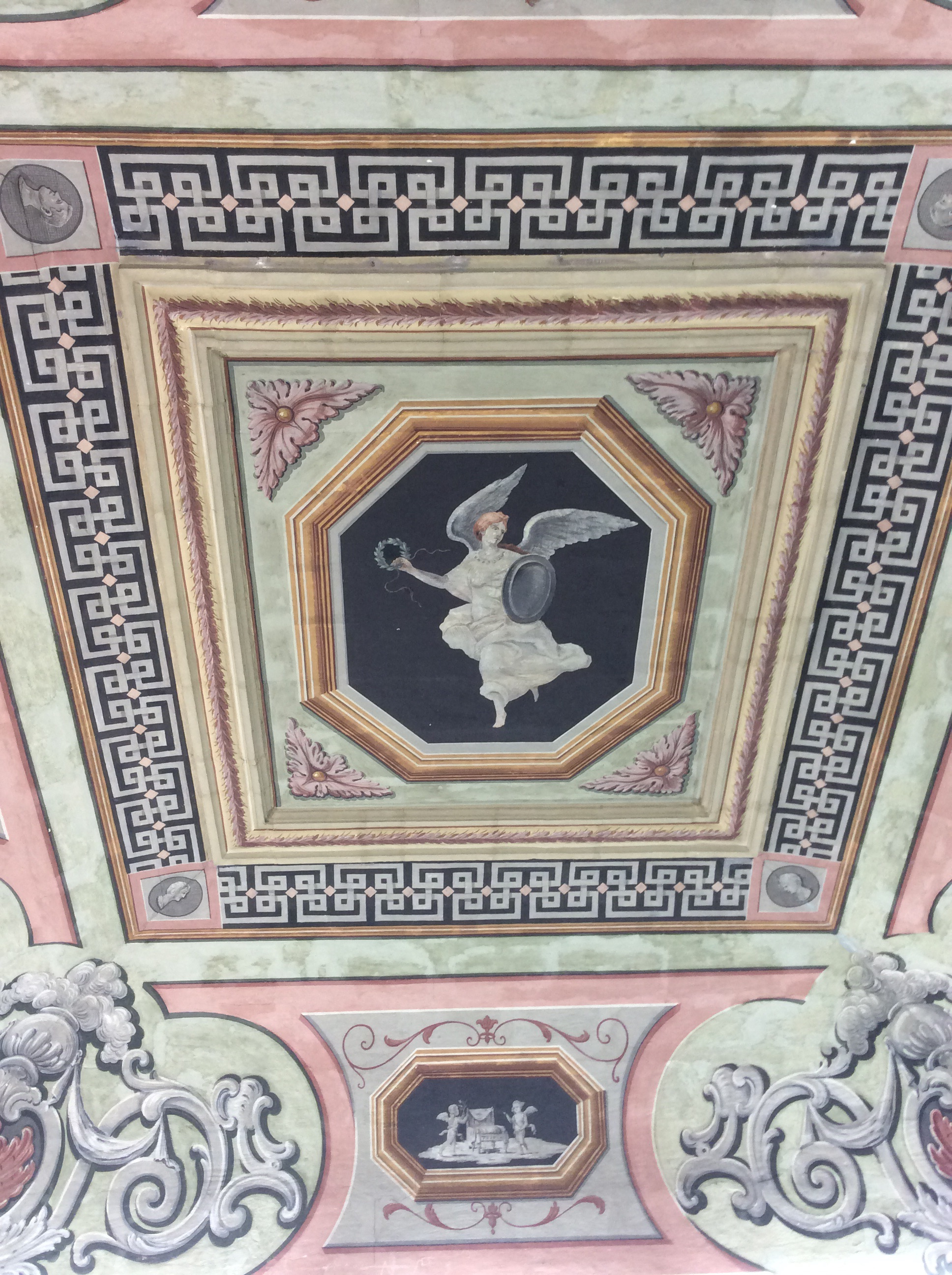
Fresk na suficie
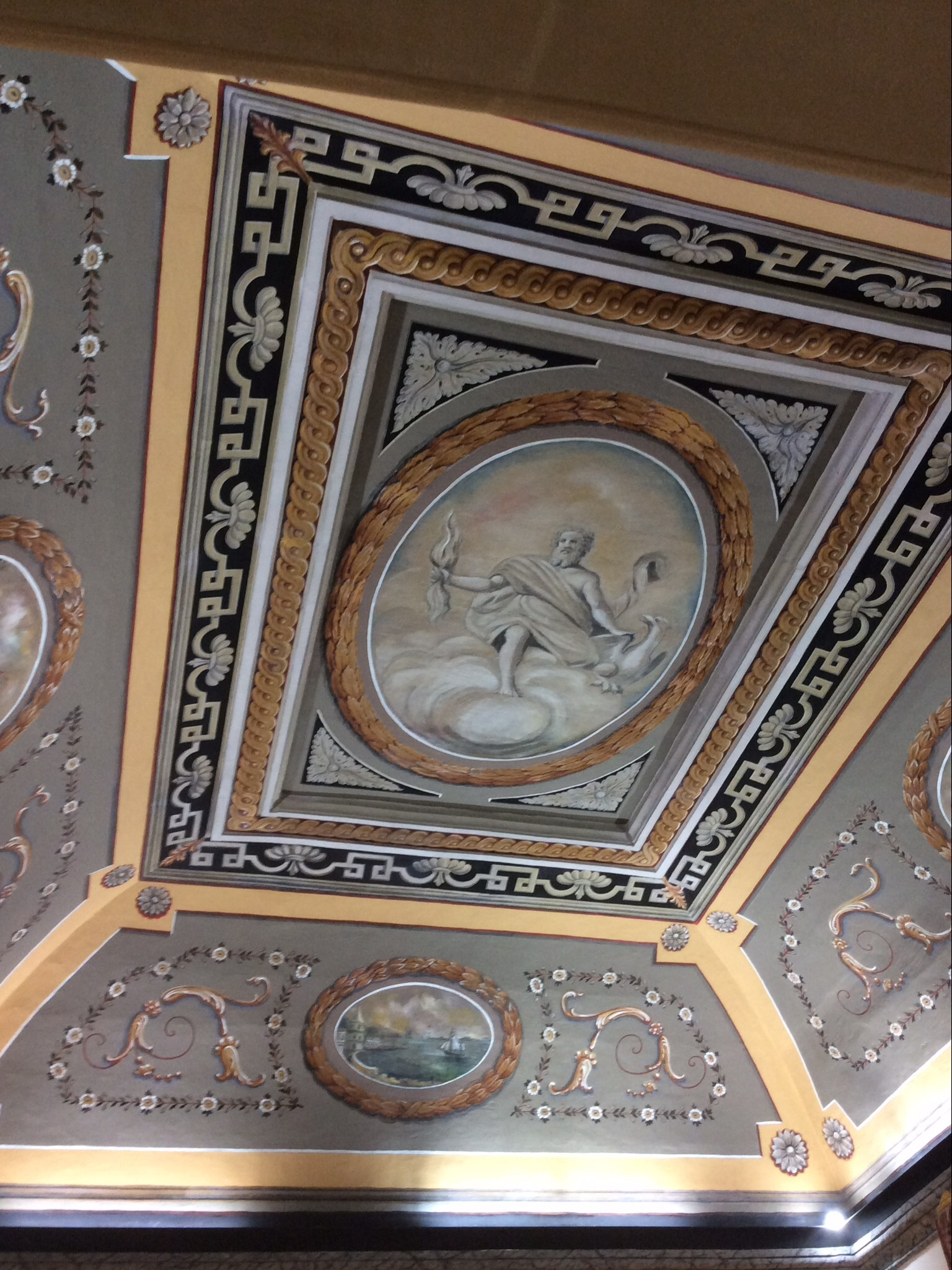
Fresk na suficie
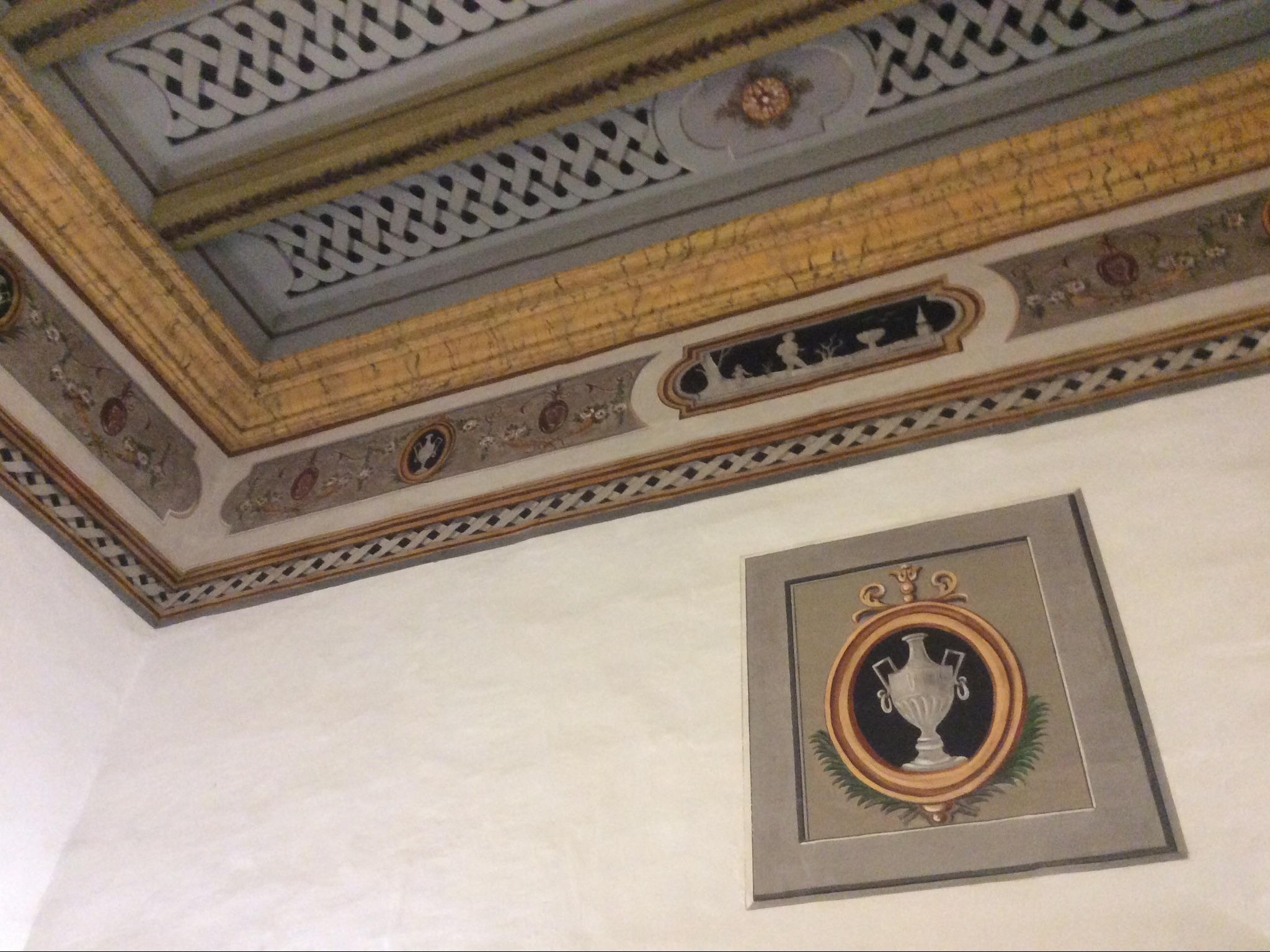
Freski na ścianie i suficie
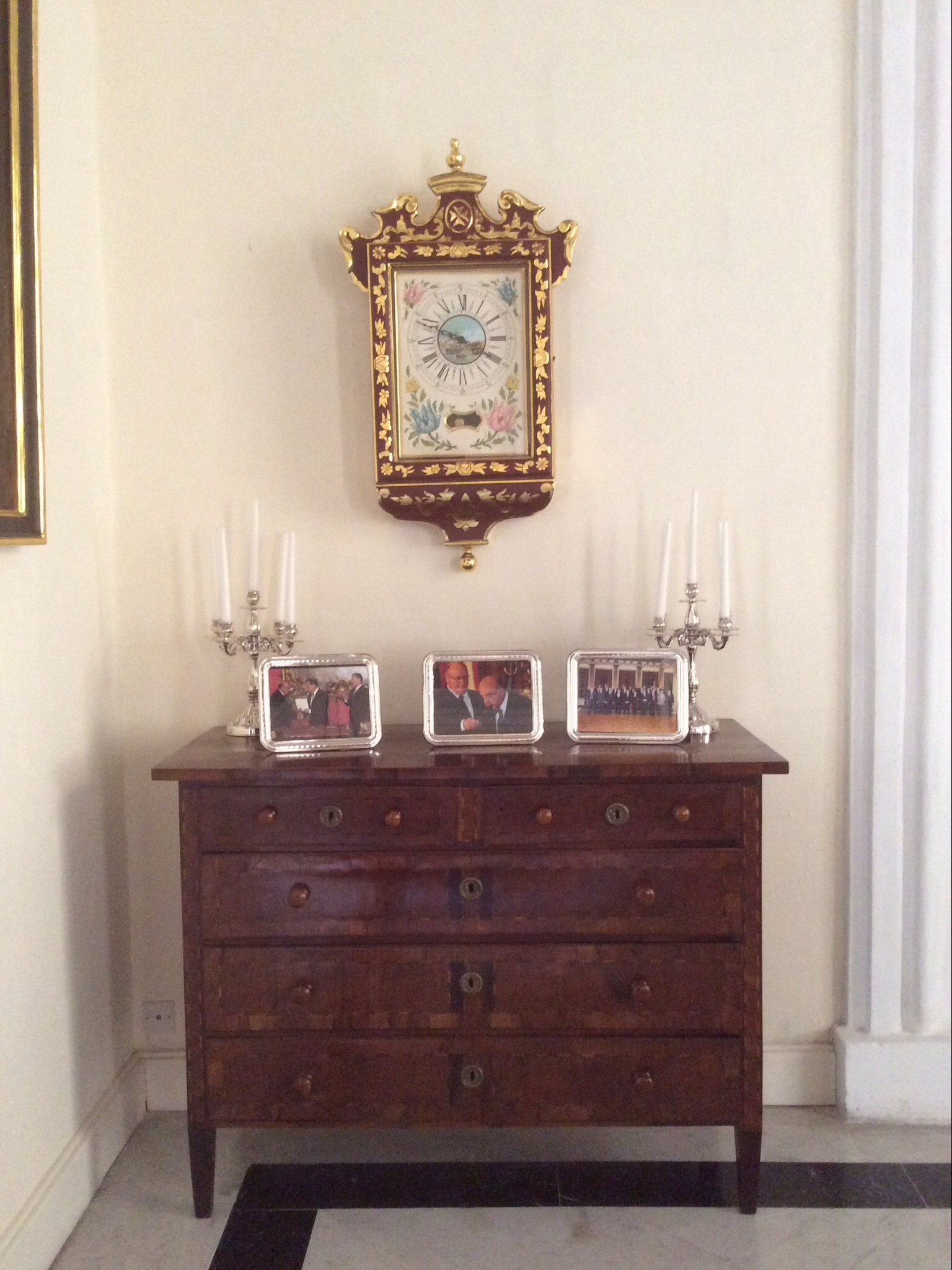
Tradycyjny maltański zegar i serwantka
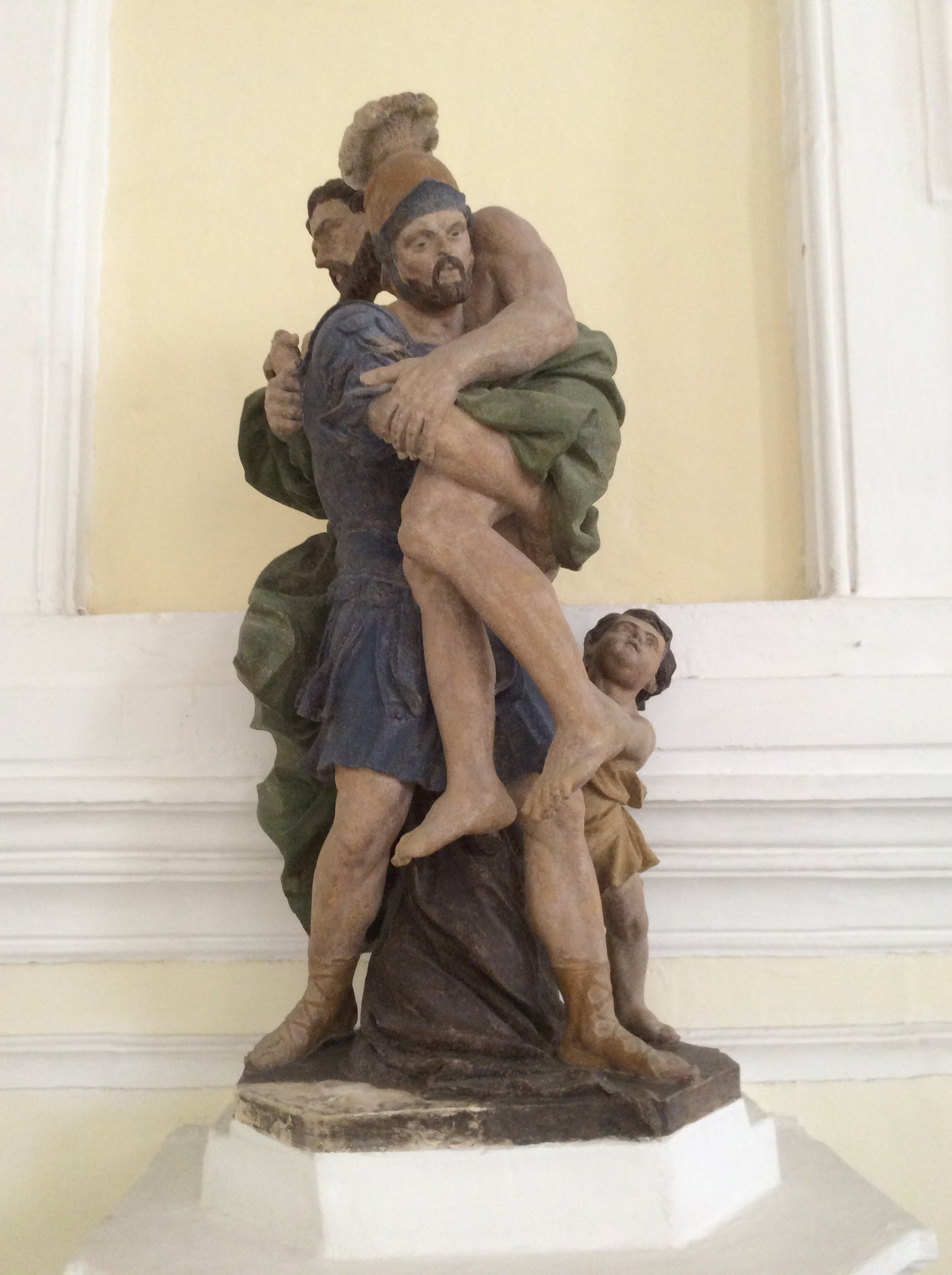
Odnowiona statua z XVIII w.
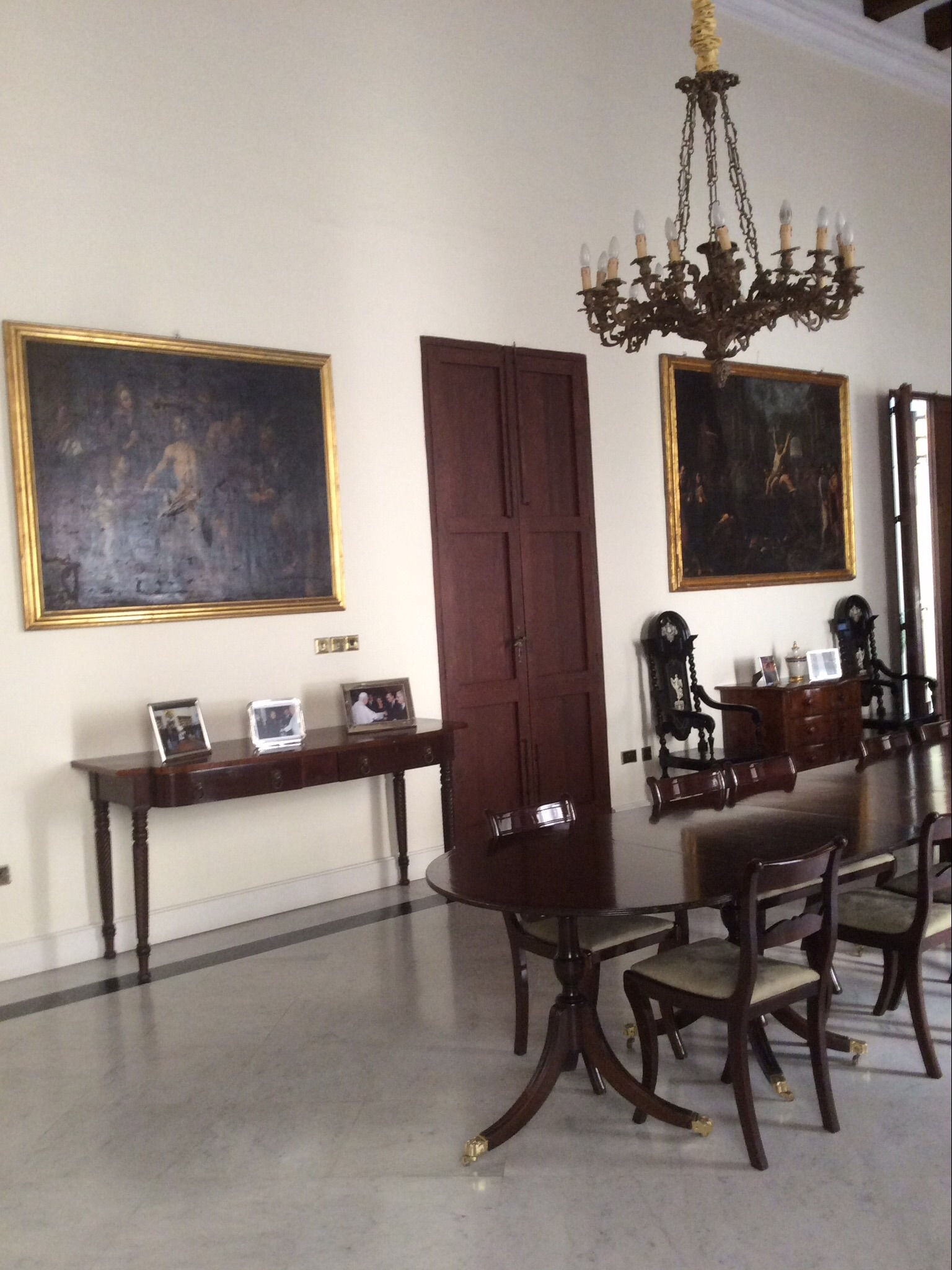
Dzieła sztuki i meble w Giorgio Borg Olivier Hall
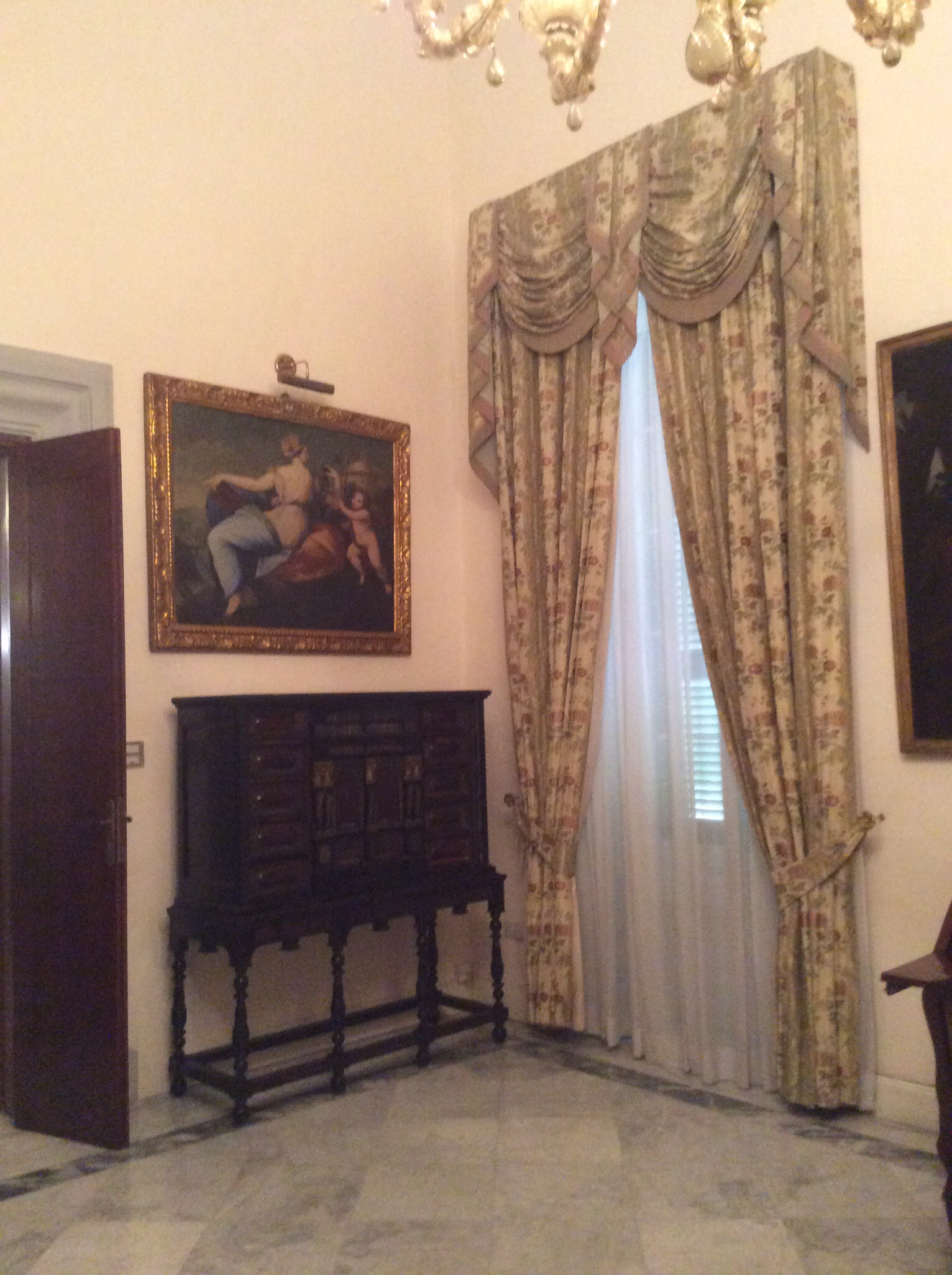
Obrazy i antyczna chińska gablota
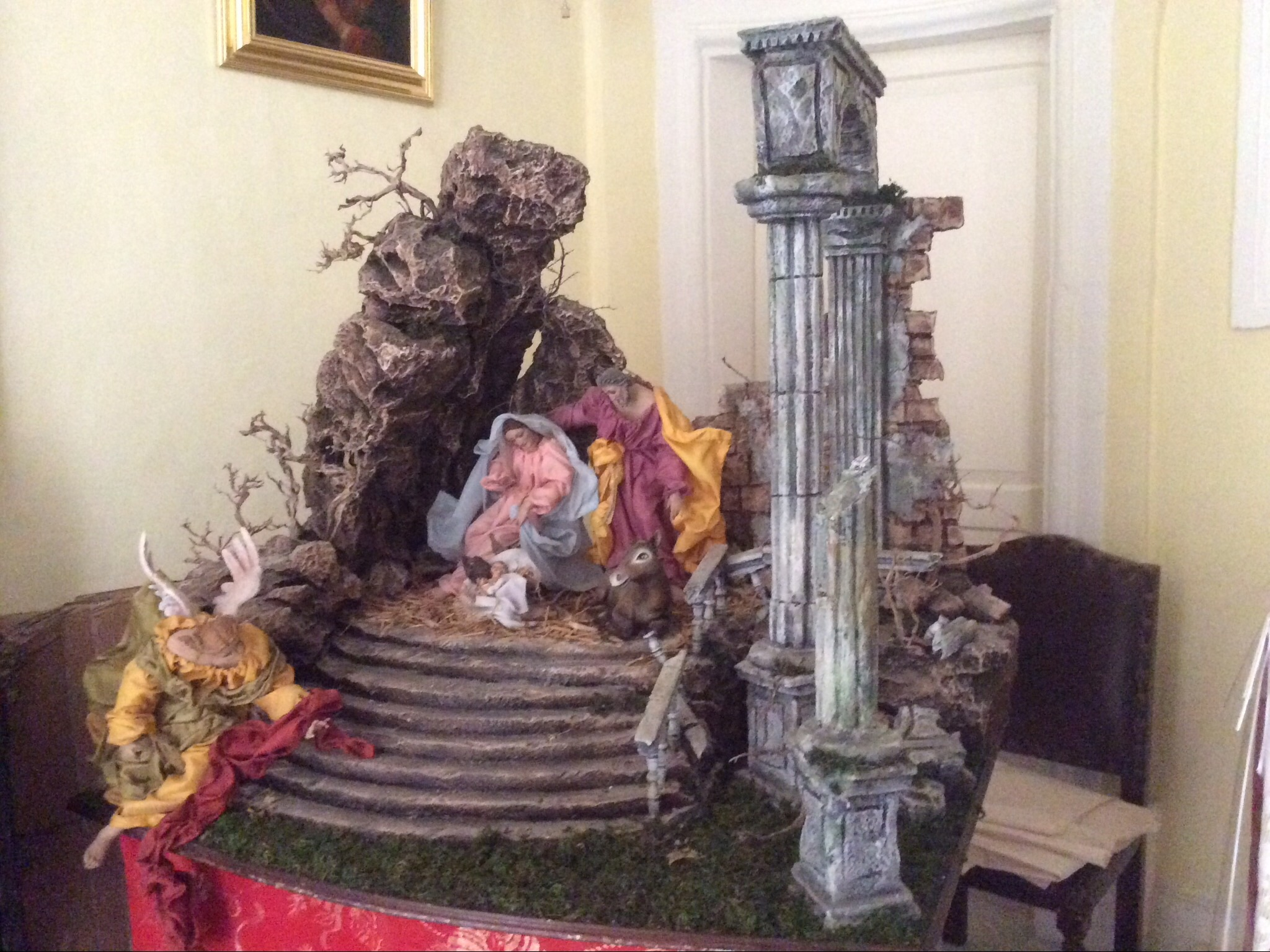
Neapolitańska ręcznie wykonana szopka bożonarodzeniowa
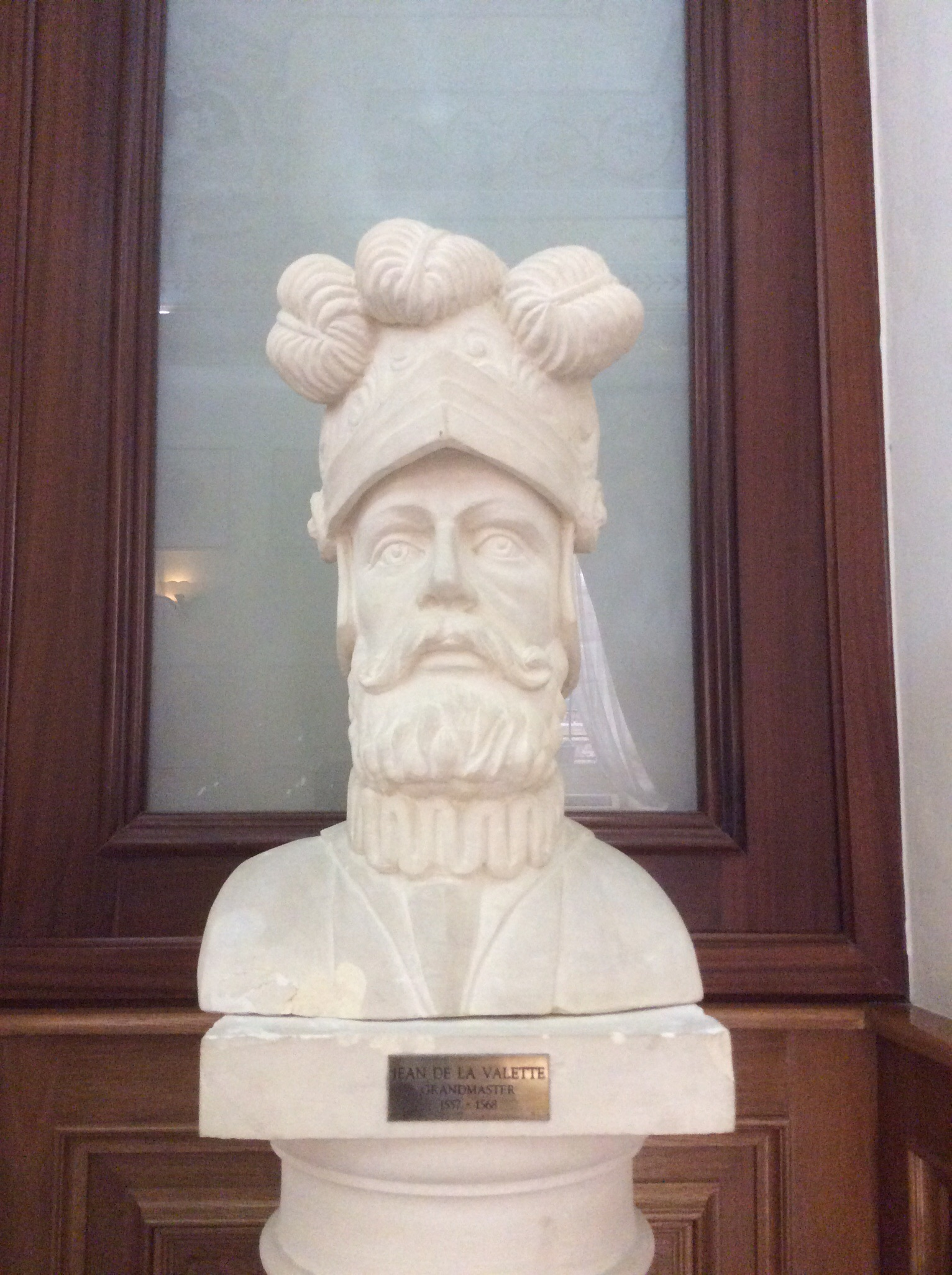
Popiersie Jeana de Valette

## Warto przeczytać
- Denaro, Victor F., "The Story of Palazzo Parisio", s. 78-84. (ang.)
- Denaro Victor F., "Houses in Merchnat Street, Valletta", s. 158, 159. (ang.)